# Musées royaux de Turin
Les Musées royaux de Turin constituent un pôle muséal, qui a vu le jour en 2016. Ce nouveau pôle était précédemment connu en tant que « Pôle royal » (Polo Reale). Les Musées royaux comprennent le Palais royal, les Jardins royaux, la Bibliothèque et l'Armurerie royale, la galerie de Savoie, le musée d'Antiquités, le palais Chiabese et la chapelle du Saint-Suaire.
Il s'agit d'un  parcours muséographique long de trois kilomètres. Les Musées royaux de Turin accueillent 600 000 visiteurs par an et présentent 400 000 œuvres d'art et 25 000 m2 d'expositions. La première année de son institution, le pôle muséal a été le 22e site de l’État italien le plus visité, avec 315 000 visiteurs.

## Historique
L'appellation Musées royaux a été instituée en 2016 par Enrica Pagella lorsqu'elle accède au poste de directrice du complexe muséal unifié. Cette appellation fait suite à celle de Pôle royal qui avait été proposée par Mario Turetta, ancien directeur des musées et directeur de la Reggia di Venaria Reale (Palais Royal de Venaria).
Selon Enrica Pagella, « De par sa grande richesse et son extension, il s'agit là d'une réalité unique en Italie. Il (le Pôle Royal) regroupe des édifices et des collections qui recouvrent l'archéologie (l'antiquité) jusqu'au XIXe siècle. Ils racontent près de 20 siècles d'Histoire et sont réunis autour d'une vaste aire verte : les Jardins Royaux ».
Selon les propos de la directrice dans la même interview, la nouvelle appellation a été choisie afin de rappeler aux visiteurs étrangers et italiens « qu'il s'agit là de biens hérités de l'Histoire de la famille de Savoie. Mais aussi afin de souligner la diversité et la complexité des monuments et des biens qu'ils abritent ».

## Collections
- Les chefs-d'œuvre (I Capolavori)

Cette section du site permet de visualiser les œuvres des réserves des Musées royaux. Ainsi, il est possible de visualiser certaines œuvres du musée d'Antiquités, de l'Armurerie royale ou du Palais royal.
- Les maîtres de la Renaissance au Piémont (Maestri del Rinascimento in Piemonte)

Cette section fait découvrir les œuvres des maîtres de la Renaissance piémontais, comme Defedente Ferrari, Macrino d'Alba, ou encore des peintres actifs dans le Piémont de la Renaissance, tels que Bernardino Lanino.
- De la nature au palais (Natura a Palazzo)

Cette section montre les œuvres des Musées royaux présentant des éléments naturels : natures mortes avec des représentations florales, mais aussi des armures décorées de motifs floraux.
- Se nourrir au Palais (Nutrirsi a Palazzo)

Cette section présente les arts de la table au Palais du temps des ducs et des rois de Savoie (collection de porcelaines) et dans l'Antiquité (vases anciens, assiettes, paniers).

## Sections des musées et répartition des œuvres

### Le Palais royal

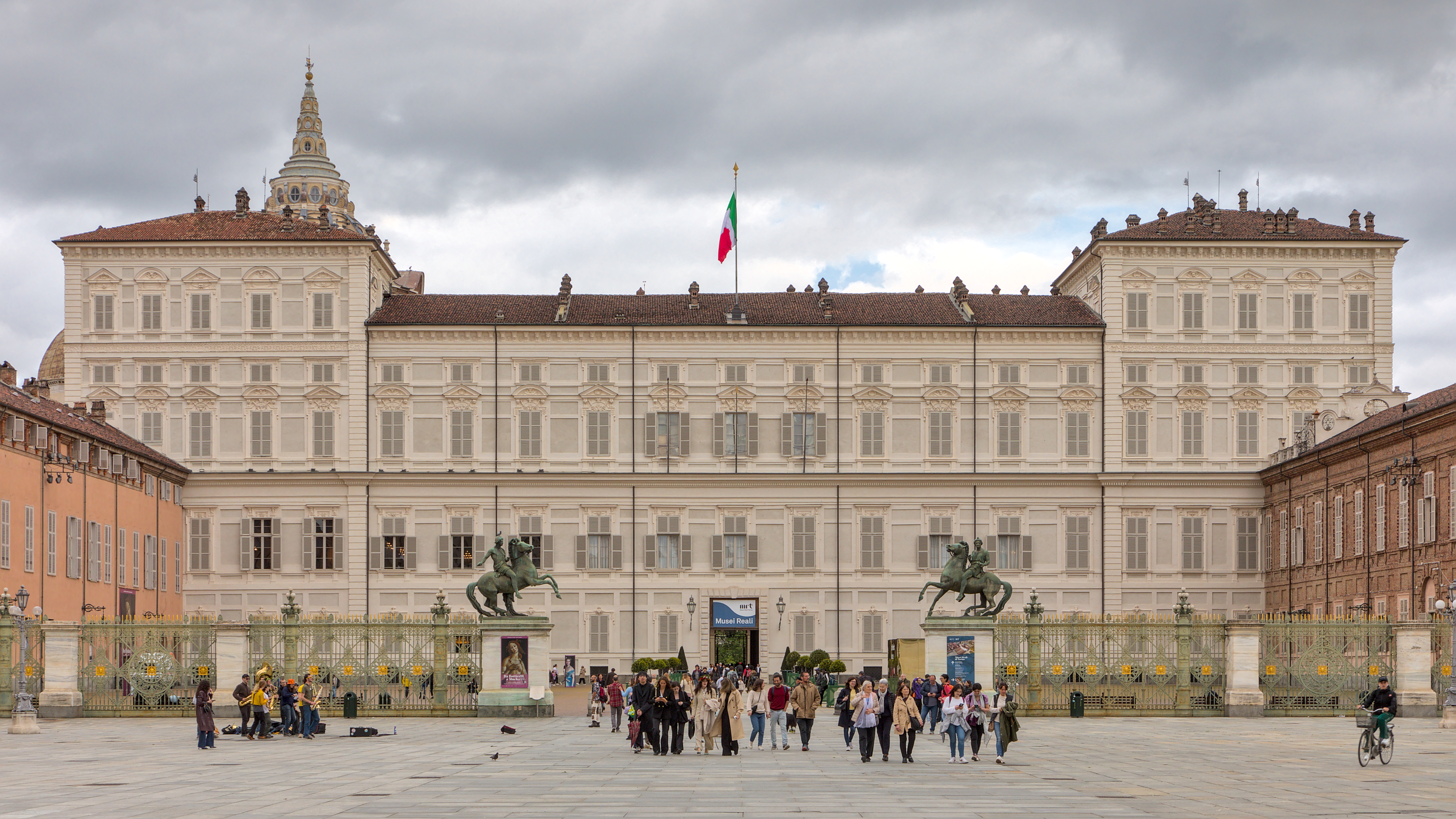
Façade du Palais royal de Turin, lieu de résidence des ducs de Savoie, puis de la famille royale.

Le Palais royal de Turin est la première et la plus importante des résidences savoyardes du Piémont, théâtre de la politique des États savoyards pendant au moins trois siècles.
Il représente le cœur de la cour de Savoie, symbole du pouvoir de la dynastie et, avec les autres résidences royales de la région turinoise, comme le palais de Venaria Reale, le pavillon de chasse de Stupinigi ou le château du Valentino.
En 2016, il a fusionné avec les Musées royaux, la galerie de Savoie, l'Armurerie royale, la Bibliothèque royale, le palais Chiablese et le musée des Antiquités. En 2018, l'ensemble du complexe, y compris les expositions hébergées dans les salons Chiablese, a reçu 500 000 visiteurs.

### Jardins royaux

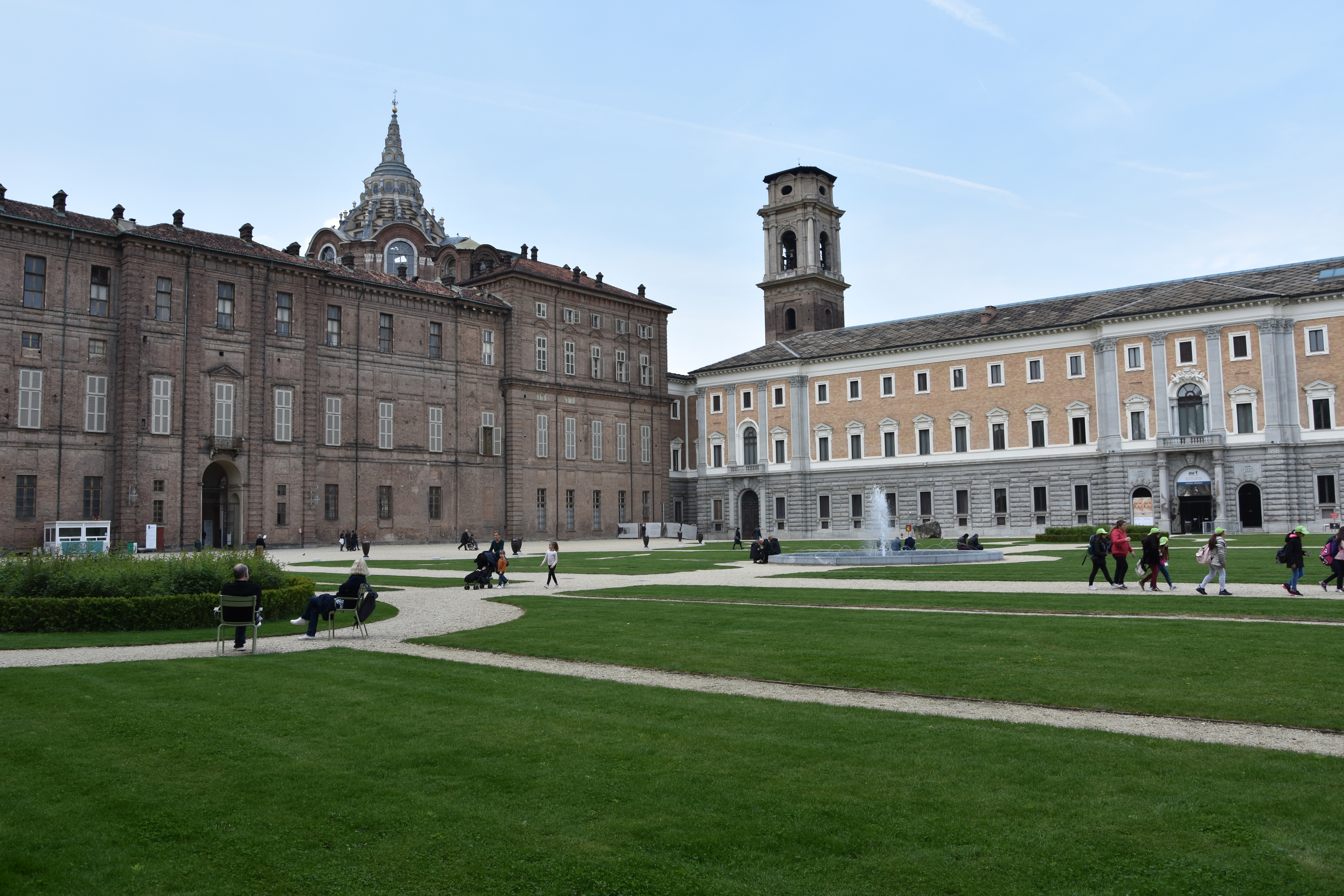
Palais et Jardins royaux : à droite, la Manica Nuova, qui abrite la galerie de Savoie. Le dôme et la tour en arrière-plan appartiennent à la cathédrale Saint-Jean-Baptiste de Turin.

Giuseppe Pomba, typographe et éditeur italien, écrit en 1840 : « Derrière le Palais, en direction de la voie de contournement, s'étend le Jardin royal, soutenu par d'antiques bastions. Il fut réalisé de façon rectangulaire, tel que le fit Le Nôtre pour les jardins de Louis XIV. Il est orné d'une grande fontaine avec des Tritons, des vases et des statues ». Les jardins, d'une superfie de 103 000 m2, sont régis par la ville de Turin. Ils sont situés derrière le Palais royal et le Palais de la Préfecture-Armurerie royale, en plein centre de Turin, entre la place Castello et la rue San Maurizio.
Lorsqu'ils ont commencé à voir le jour, les Jardins royaux étaient situés à l'extrême périphérie d'un Turin de Savoie, une ville que Emmanuel-Philibert de Savoie voulait imposer en tant que grande capitale de son duché. Les Jardins ont été construits en s'inspirant des plus grandes cours d'Europe qui étaient, à cette époque, ornées de magnifiques jardins souvent reproduits des jardins toscans des villas des Médicis.

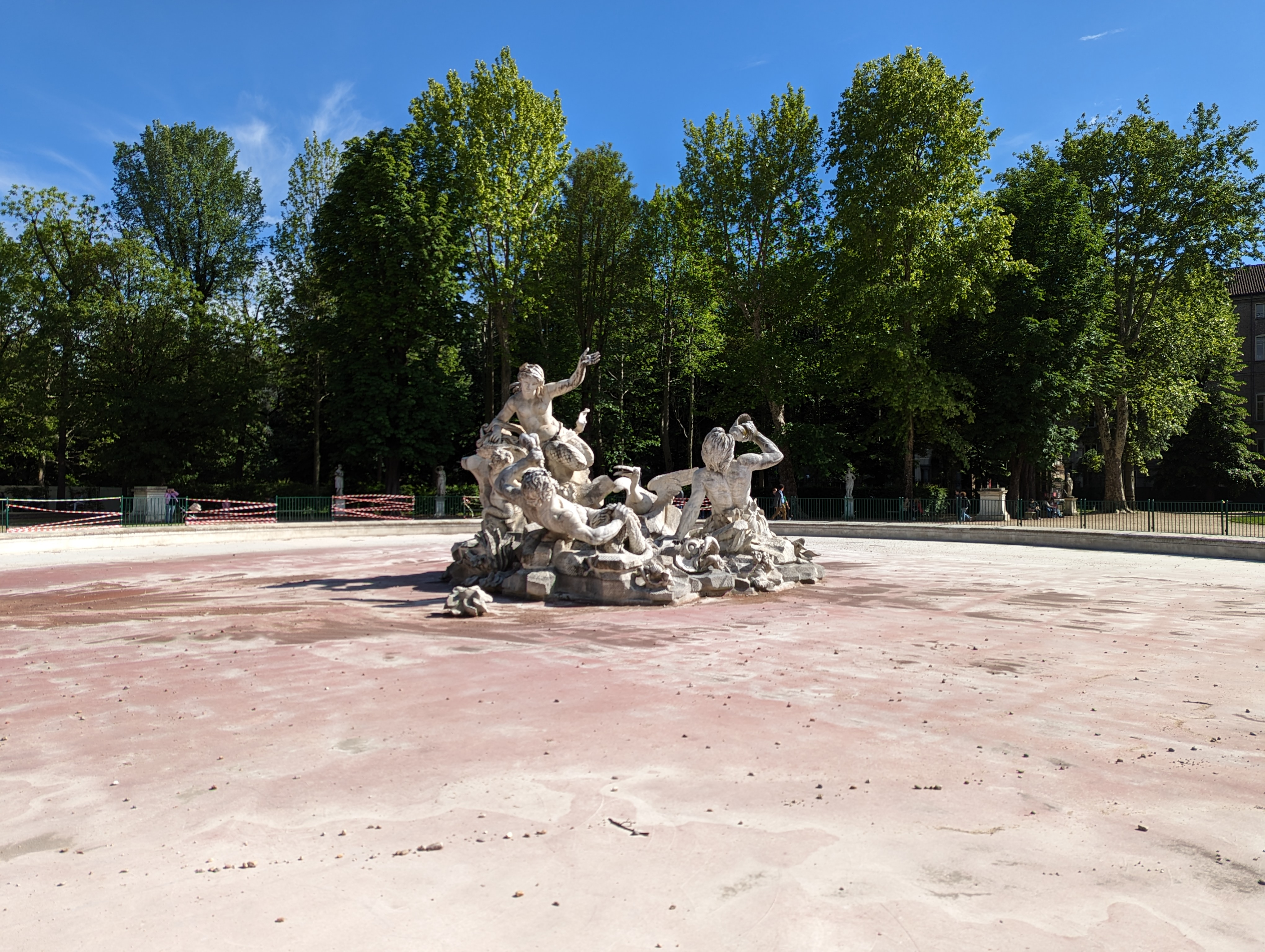
Fontaine des Néréides et des Tritons, par Simone Martinez, 1755.

Ce qui est visible aujourd'hui est dû en grande partie au travail d'André Le Nôtre, déjà à l'œuvre à Versailles, pour le service des Bourbons. Les Jardins de Turin présentent donc, comme ceux de Versailles, toutes les caractéristiques des jardins européens, avec des jeux d'eau et des perspectives florales. Les Jardins comptaient, déjà à l'époque de Charles-Emmanuel Ier et de Victor-Amédée Ier, d'importants élargissements. Cependant, c'est essentiellement à la fin du XVIIe siècle qu'ils connaîtront de véritables changements, avec les travaux de De Marne, élève de Le Nôtre.
Au centre de la partie clôturée des Jardins est aménagé un bassin en marbre blanc, avec la fontaine des Néréides et des Tritons. Le bassin est entouré de douze statues d’êtres mi-humains, mi-aquatiques, œuvres du sculpteur de cour Simone Martinez, en 1755.
Les Jardins royaux furent nommés Parc impérial en 1805, année d'inauguration des jardins par Napoléon Ier, alors roi d'Italie.

#### Jardin du duc (Giardino del Duca)
L'aire du jardin du duc est la plus ancienne des Jardins royaux. Les travaux réalisés ont permis la restauration d'une intervention des frères Roda de la fin du XIXe siècle, à l'occasion des noces entre le frère d'Amédée Ier (roi d'Espagne) et Marie-Lætitia Bonaparte.
Au centre du jardin a été établie une fontaine avec des jets, reprise des dessins historiques du jardin. Le bord de la cuve est composé de dalles de granite récupérées des carrières choisies au XVIIe siècle par Camillo-Guarino Guarini pour la chapelle du Suaire.

#### Jardin du Bosquet (Boschetto)
La transformation du Bosquet, grâce à l’intervention de l’architecte Paolo Pejrone, a retrouvé son aspect. Au pied des grands arbres est aménagé un nouveau sous-bois : une couverture de plantes d’ombre, arbustes et herbacées crée un jeu d’ombres, tandis que de larges avenues orthogonales définissent les espaces en grands parterres de fleurs aux formes régulières.
À l’intérieur du Bosquet se trouve l’installation permanente des pierres précieuses de l’artiste Giulio Paolini : des marbres originaux, endommagés par le feu, de la Chapelle du Saint-Suaire, chef-d’œuvre du XVIIe siècle de Guarino Guarini. Selon Giulio Paolini, « Quelqu’un (l’auteur) se trouve ici, des siècles plus tard, pour constater une architecture en ruine, des fragments tombés et détournés de leur emplacement d'origine ».

#### Jardin des Arts (Giardino delle Arti)
Issu de la construction des nouveaux bastions à la suite de l’agrandissement de la ville voulu par Charles-Emmanuel II (1634-1675), le jardin des Arts propose à nouveau la mise en place d’avenues axiales et de perspectives dessinées par André Le Nôtre (1613-1700), concepteur des jardins de Versailles.
Les travaux de récupération de cette zone des Jardins prévoient une restauration conservatrice en proposant l’entrée carrée en aval de l’escalier de l’appartement du Levant du Palais. La légère pente de l’avenue centrale crée une spectaculaire fuite de perspective qui mène vers la charmante fontaine des Néréides et des Tritons, réalisée en 1755 par le sculpteur Simone Martinez. À l’intérieur du bassin, les figures mythologiques jouent avec l’eau dans un déluge de jaillissements, tels  voulus par le roi.

#### Les remparts et leGarittone(Le mura e il Garittone)
Les Jardins royaux sont délimités par l’ancienne enceinte de la ville de Turin. Le long du périmètre des murs se trouve l’édifice du Garittone ou Bastion Vert, édifice érigé à la fin du XVIIe siècle à des fins défensives et militaires et placé en correspondance avec le bastion de Saint-Maurice. Conçu par l’architecte de Corte Ascanio Vittozzi, il est reconnaissable à son toit en pente à la française.

#### Jardins inférieurs (Giardini inferiori)
Cette partie des Jardins royaux est séparée des Jardins supérieurs par les remparts de la ville. Dans ces jardins, le bâtiment autrefois utilisé comme serre royale ou orangerie abrite aujourd’hui le musée des Antiquités.
En 1864, une portion du jardin inférieur est aménagée pour accueillir le Jardin zoologique royal, voulu par Victor-Emmanuel II.

### Bibliothèque royale

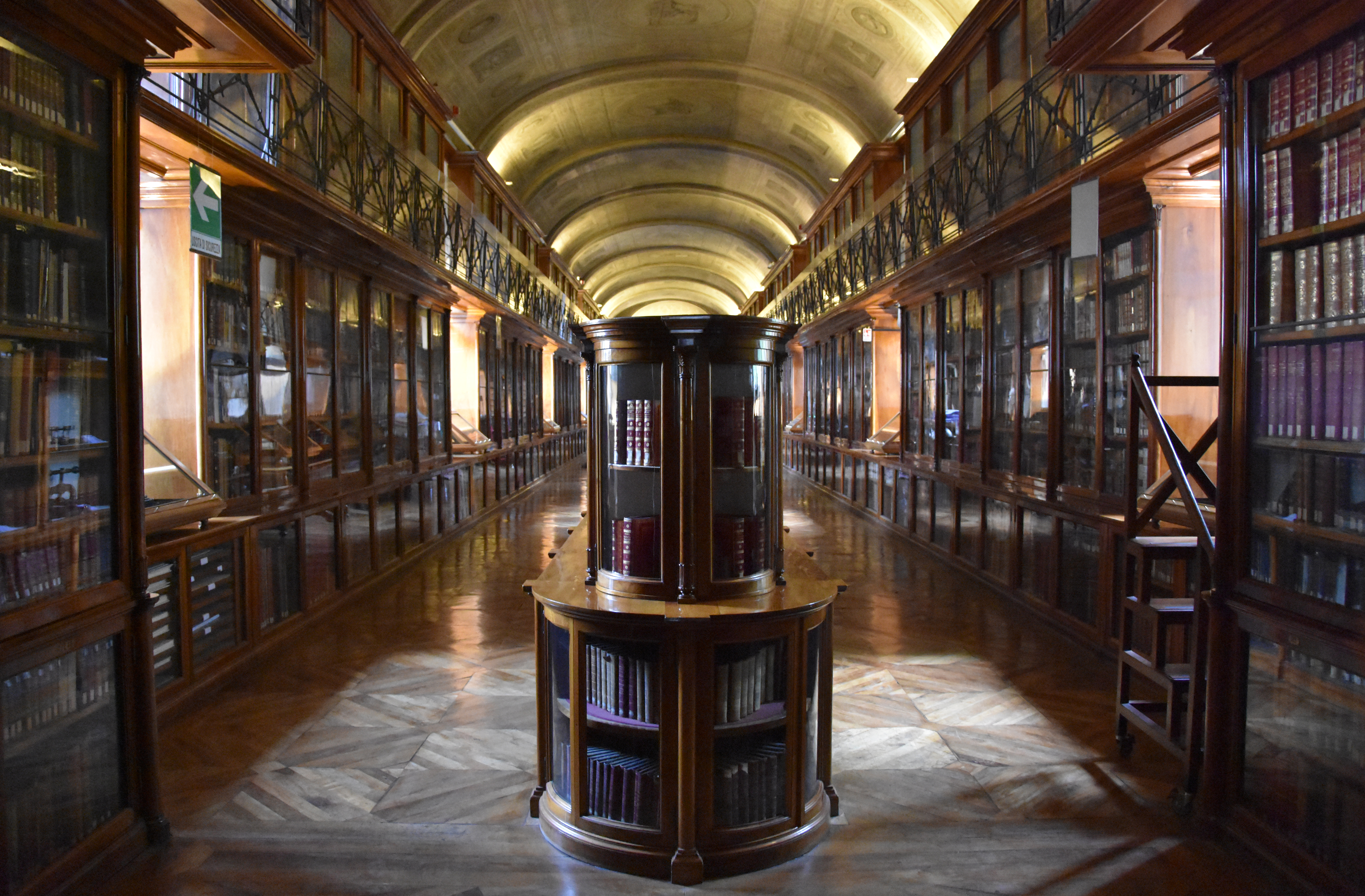
La Bibliothèque royale de Turin.

La Bibliothèque royale de Turin est située dans le complexe du Palais royal, donnant sur la place Castello. Elle a été fondée en 1839 par le prince Charles-Albert de Sardaigne. En 1840, la bibliothèque avait déjà atteint 30 000 volumes.
Parmi les chefs-d'œuvre conservés à la bibliothèque royale figurent l'Autoportrait de Léonard de Vinci, vendu au roi Charles-Albert par le collectionneur Giovanni Volpato en 1839 et entreposé dans un local au sous-sol de la bibliothèque.
La bibliothèque royale a acquis le célèbre manuscrit de Léonard de Vinci, Codex sur le vol des oiseaux, dit Codex de Turin de Léonard de Vinci, et aussi l'étude de Vinci sur les Anges du Baptême du Christ d'Andrea del Verrocchio, œuvre exposée à Florence.
Dans la collection de dessins et toiles de maîtres figurent des œuvres de Hans Burgkmair, Albrecht Dürer, Nicolaus Knüpfer, Antoine van Dyck, Raphaël et Christian Wilhelm Ernst Dietrich.
La bibliothèque possède également le carnet d'ingénieur de Francesco di Giorgio Martini et les œuvres du graveur Giovanni Volpato.

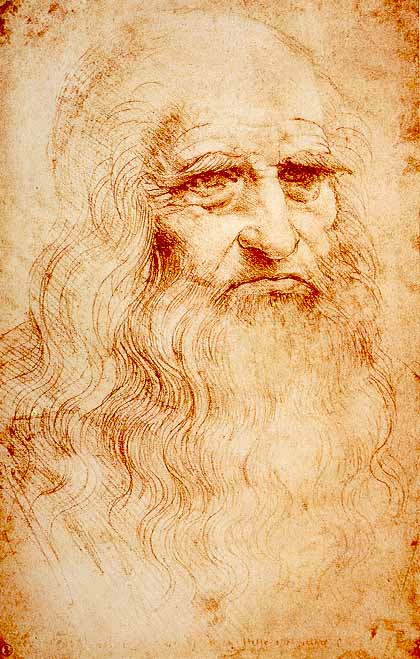
L'Autoportrait de Léonard de Vinci, 1513.
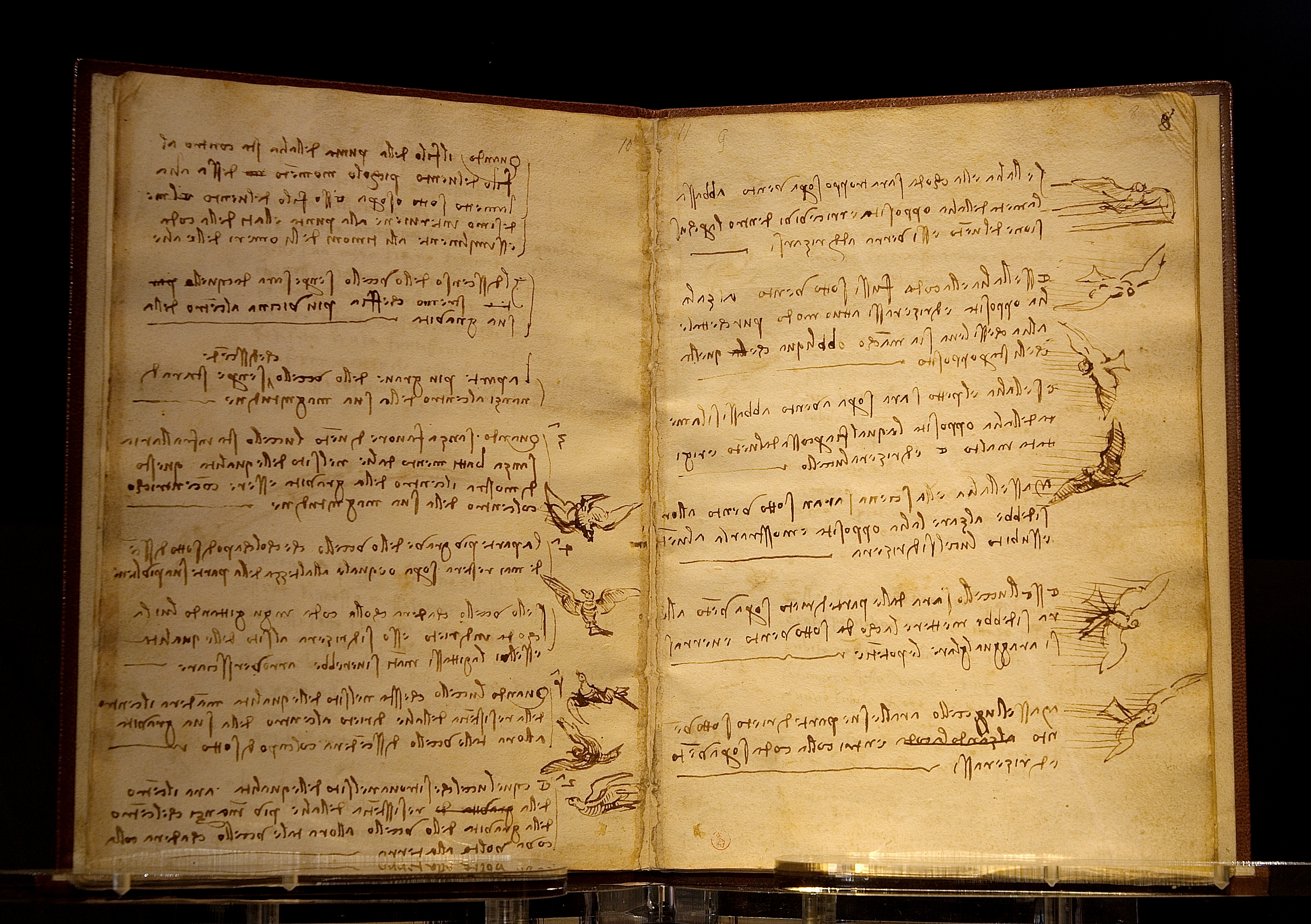
Codex du vol des oiseaux de Léonard de Vinci.
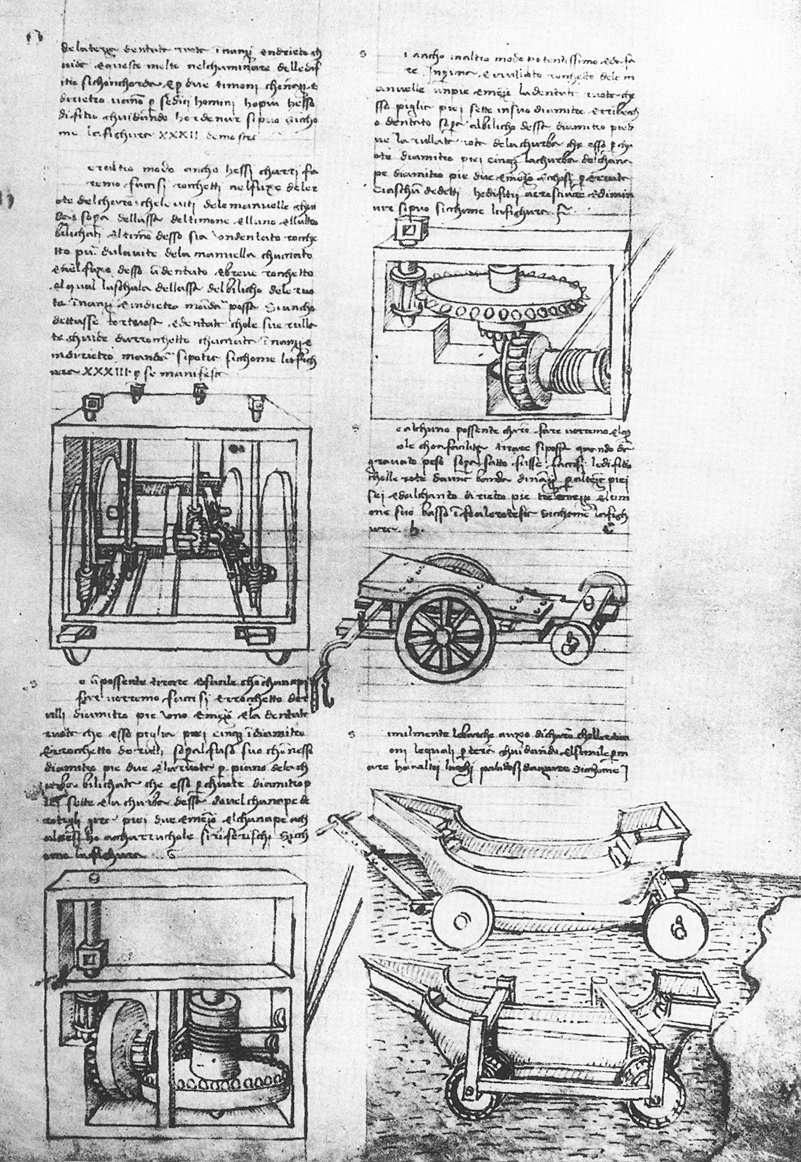
Extrait du carnet d'ingénieur de Francesco di Giorgio Martini (1470)

### Armurerie royale

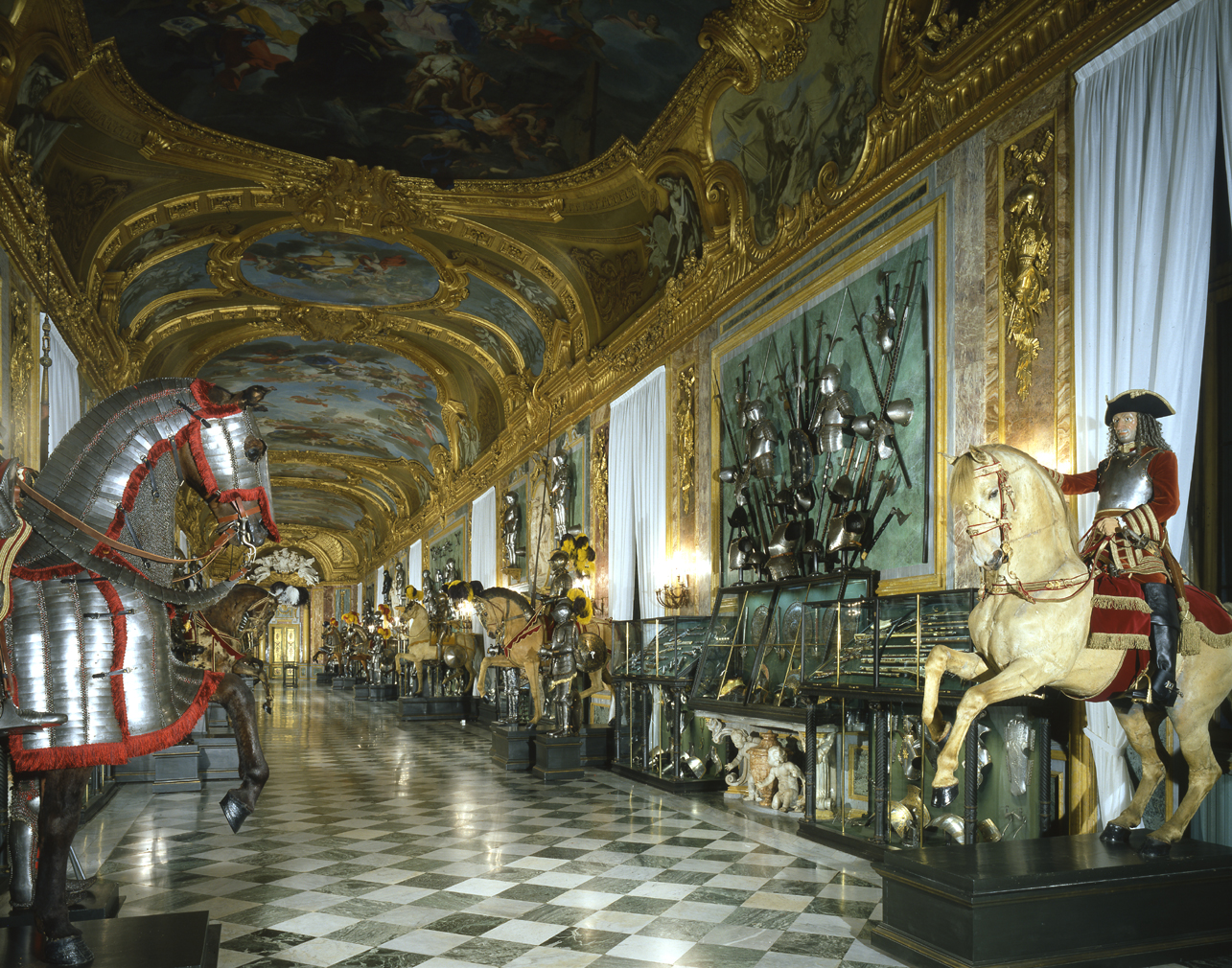
Galerie Beaumont de l'Armurerie royale. À droite, l'armure d'Eugène de Savoie.

L'Armurerie Royale se trouve dans le palais de la famille de Savoie, plus précisément dans la galerie Beaumont (depuis son institution en 1832 par Charles-Albert) et dans les locaux de la Rotonde réalisée par Pelagio Palagi (1842).
Le Grand Escalier de Benedetto Alfieri, la salle de la Rotonde (1842), la galerie Beaumont imaginée par Filippo Juvarra et complétée par Alfieri après 1762 (la Galerie doit son nom à l'artiste Claudio Francesco Beaumont qui en a réalisé les peintures) et le Medagliere dessiné par Palagi font partie de la structure du bâtiment abritant l'Armurerie.

#### Histoire de l'Armurerie royale
L'idée de constituer une Armurerie royale naquit de la volonté de Charles-Albert de Savoie de réunir dans la galerie Beaumont, alors vidée des grandes toiles qui en ornaient les murs, les armes de propriété de la famille et du royaume. L'Armurerie est ouverte au public en 1837, soit cinq ans après la naissance du projet et l'inauguration de la Regia Pinacoteca (actuelle galerie de Savoie).
L'organisation de l'Armurerie fut confiée à Vittorio Seyssel D’Aix, alors capitaine d'artillerie et premier directeur de L'Armeria Antica e Moderna.
La collection d'armes et d'armures du musée a été rassemblée à partir des collections du Musée d'antiquités et des arsenaux des villes de Turin et de Gênes. Elle fut ensuite complétée par l'acquisition des collections du scénographe Alessandro Sanquirico (1833) ainsi que par l'acquisition des collections d'une famille de Brescia, les Martinengo della Fabbrica (1839). L'Armurerie royale a continué à voir ses collections s'enrichir grâce aux successeurs de Charles-Albert (achats et dons - dons de Charles-Albert et de Victor-Emmanuel II) et à l'activité diplomatique du royaume. Ainsi, la collection d'armes et d'armures africaines par exemple sont le parfait exemple de cet enrichissement des collections par ce biais.
En 1840, le Musée s'est doté de son premier catalogue, recensant ainsi les 1554 objets qu'il contenait. Ce premier catalogue contenait également une série de lithographies destinées à favoriser l'étude de ces objets et leur promotion.
Le musée de l'Armurerie royale dépendait jusqu'en 1946 (année de l'avènement de la République) de la Real Casa. Il devient donc un musée de l’État Italien en 1946.
En 1997, l'Armurerie royale est inscrite au Patrimoine mondial en tant que bien architectural protégé par l'Unesco, de même que la Bibliothèque Royale.
Après une série de travaux de réaménagement et de restauration achevés en 2005, la structure historique de la collection a été restaurée avec des critères d’estampage scénographique.

#### Œuvres exposées dans l'Armurerie royale
Dadide Bertolotti écrit en 1840 au sujet de L'Armurerie royale : « De ces armes, admirables de par leur fabrication et de par l'ornementation du métal avec des dessins et des sculptures en bas ou haut relief ou en creux et dorures et travaux d’agemina, l'Armurerie royale est très riche ».
L'Armurerie royale de Turin possède l'une des plus riches collections d'armes et d'armures anciennes au monde, avec l'Armurerie royale de Madrid, l'Armurerie Impériale de Vienne ainsi que celle des chevaliers de Malte (Les Templiers).
L'Armurerie conserve de nombreux types d'armes et d'armures recouvrant ainsi une période allant du Néolithique jusqu'au XXe siècle. Les plus remarquables d'entre elles figurant sans doute parmi les collections des XVIe, XVIIe et XVIIIe siècles, dans la mesure où plusieurs ont appartenu à la famille de Savoie.
Parmi les armes les plus importantes, nous pouvons compter l'épée de saint Maurice, datée du XIIIe siècle et conservée avec son étui en cuir gravé, doré et peint datant du XVe siècle. Une autre des importantes pièces conservées par le musée est un étrier orné d'émail et de manufacture napolitaine datant du XIVe siècle. D'autres exemples d'objets conservés par l'Armurerie sont un mousquet et un arquebuse richement décorés en ivoire par le graveur allemand Adam Sadeler (1600 env.), l’épée utilisée par Napoléon Bonaparte dans la campagne d’Égypte et dans la bataille de Marengo, les armes ayant appartenu aux rois de Sardaigne puis d’Italie, y compris l’armure japonaise offerte en 1870 à Victor-Emmanuel II de Savoie et un revolver Smith & Wesson modèle Russian donné à Victor-Emmanuel III. Remarquable aussi la collection de plus de 250 drapeaux, pour la plupart liés à l’histoire de la Savoie et de l’armée sarde pendant les guerres du Risorgimento italien.
Le musée rassemble  près de 5 000 objets, dont le Medagliere qui rassemble dans es précieux meubles palagiani, la collection de pièces (collection de pièces anciennes et médiévales achetées à Domenico Promis), une sélection d’antiquités classiques, ainsi que des objets précieux de Charles-Albert.

### Galerie de Savoie
La galerie de Savoie (en italien : Galleria Sabauda), située Via XX Settembre, 86, conserve les collections d'art royales rassemblées par la Maison de Savoie au fil des siècles.
Le musée réunit la collection d'art d'Eugène de Savoie, les œuvres du Palais royal de Turin, la galerie de photos de Savoie-Carignano et les œuvres du palais Durazzo de Gênes, acquises en 1824.
Le 2 octobre 1832, le roi Charles Albert de Savoie inaugure la galerie royale du palazzo Madama, contenant 365 tableaux. En 1865, Massimo d'Azeglio fait transférer la collection au palais de l'Académie des Sciences de Guarino Guarini (1679), où elle reste jusqu'en 2012, avant d'être déplacée en son lieu actuel.
Le 4 décembre 2014 a été officiellement inaugurée, en présence du ministre italien de la Culture, la « Manica Nuova » du Palazzo reale (nouvelle aile du Palais royal).

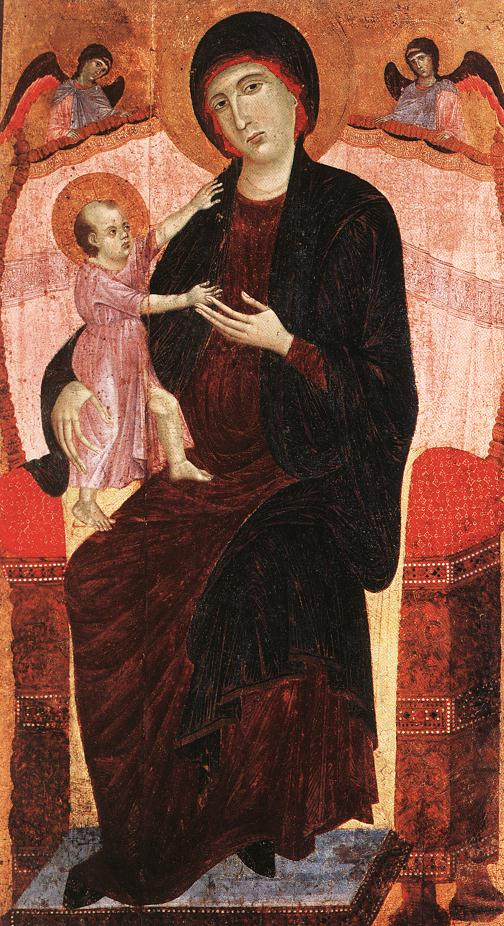
Duccio di Buoninsegna, Madone Gualino, v. 1285.
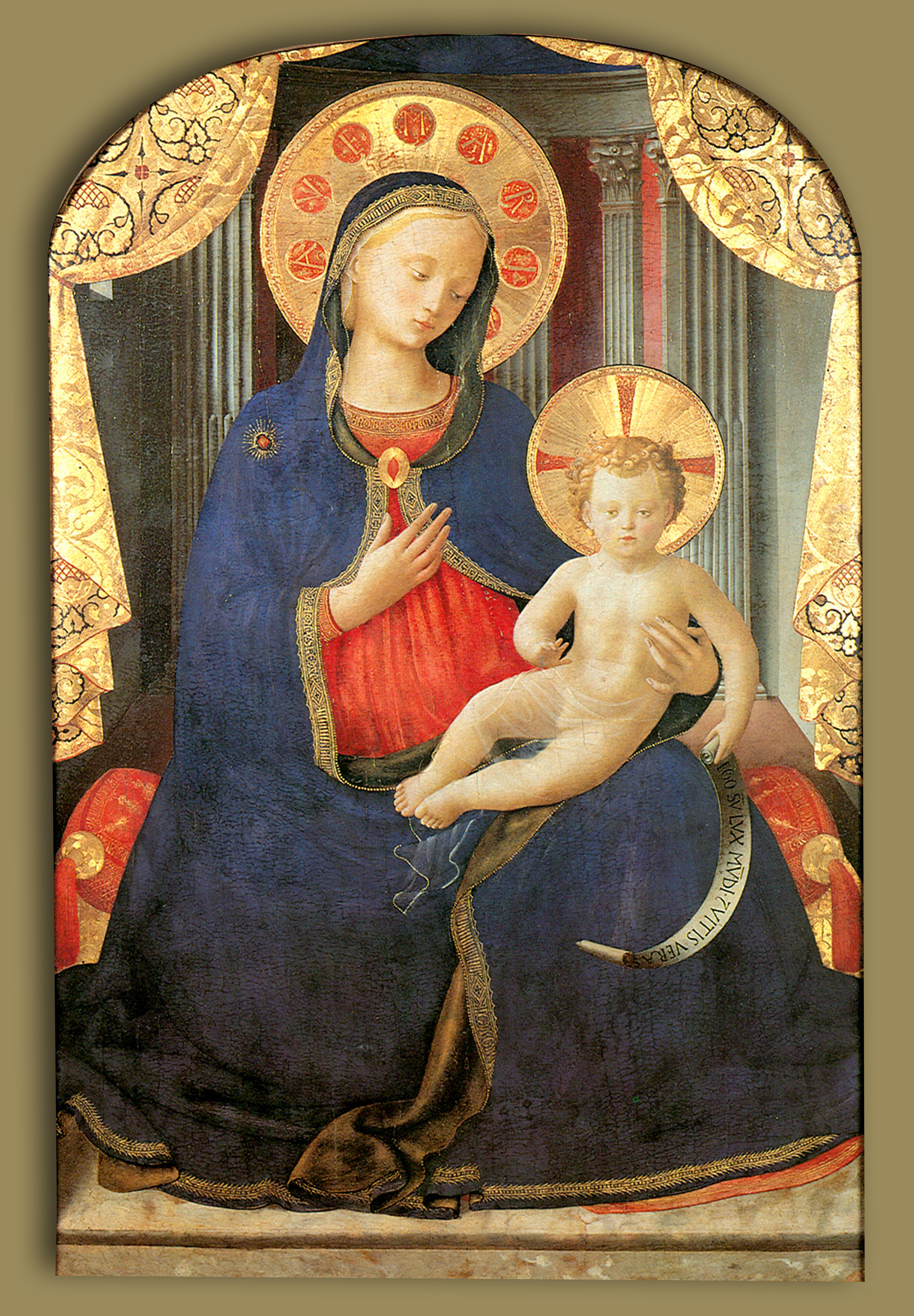
Fra Angelico, Vierge à l'Enfant, v. 1430.
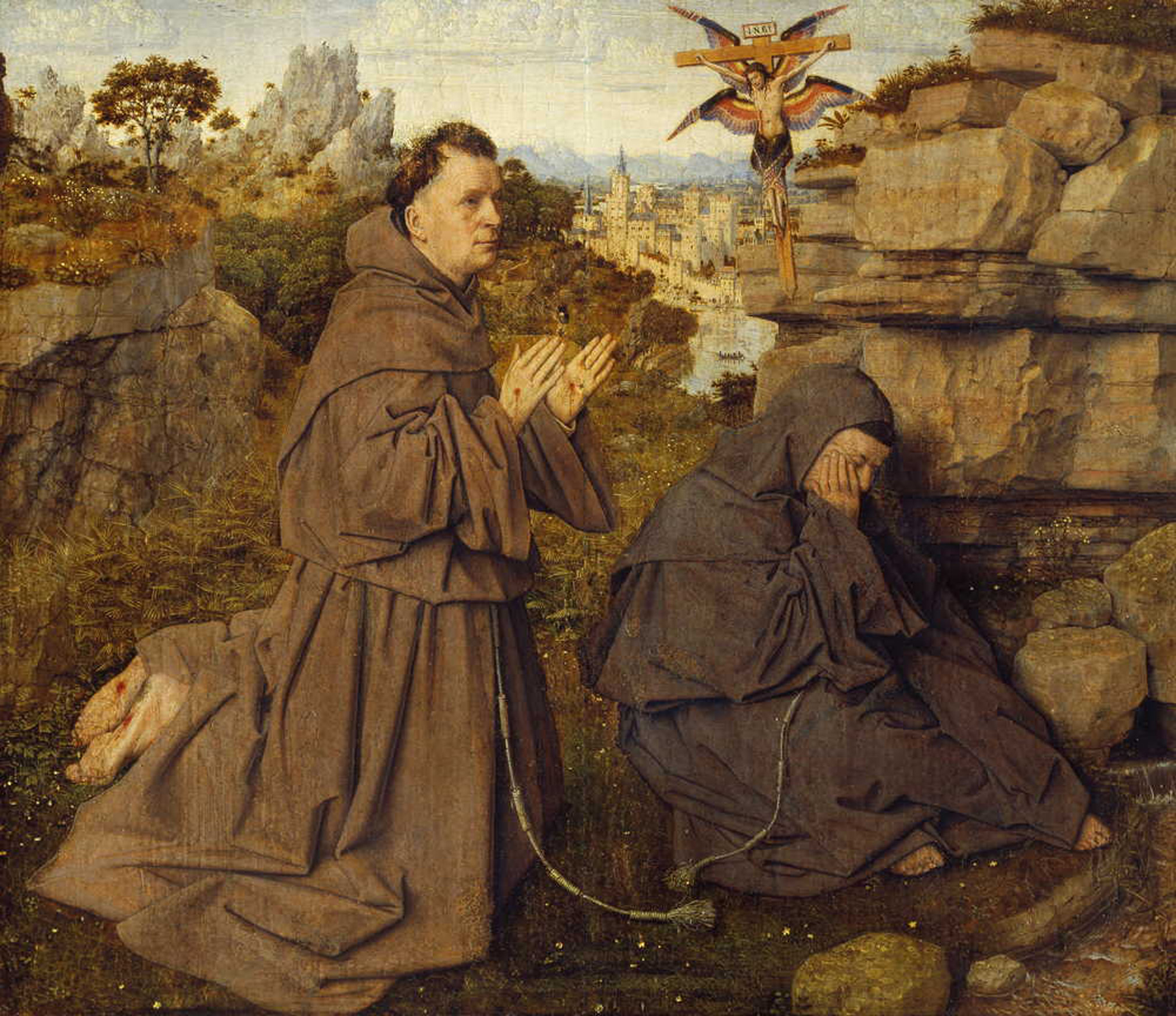
Jan van Eyck, Stigmates de saint François, v. 1432.
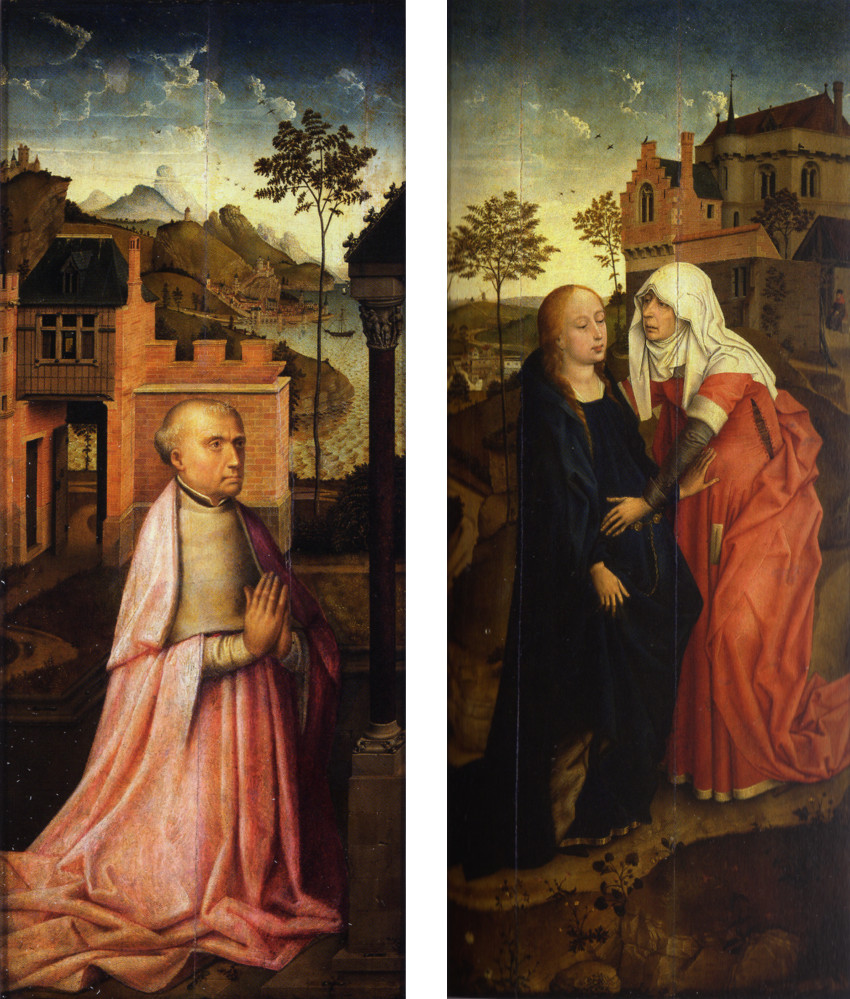
Rogier van der Weyden, Triptyque de l'Annonciation (ailes), v. 1434.
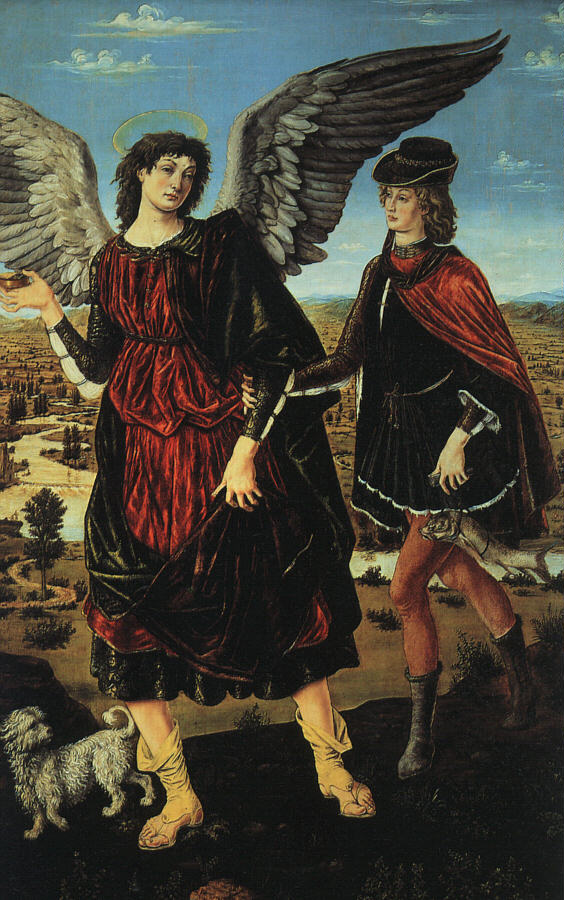
Antonio del Pollaiuolo, Tobias et l'Ange, v. 1460.
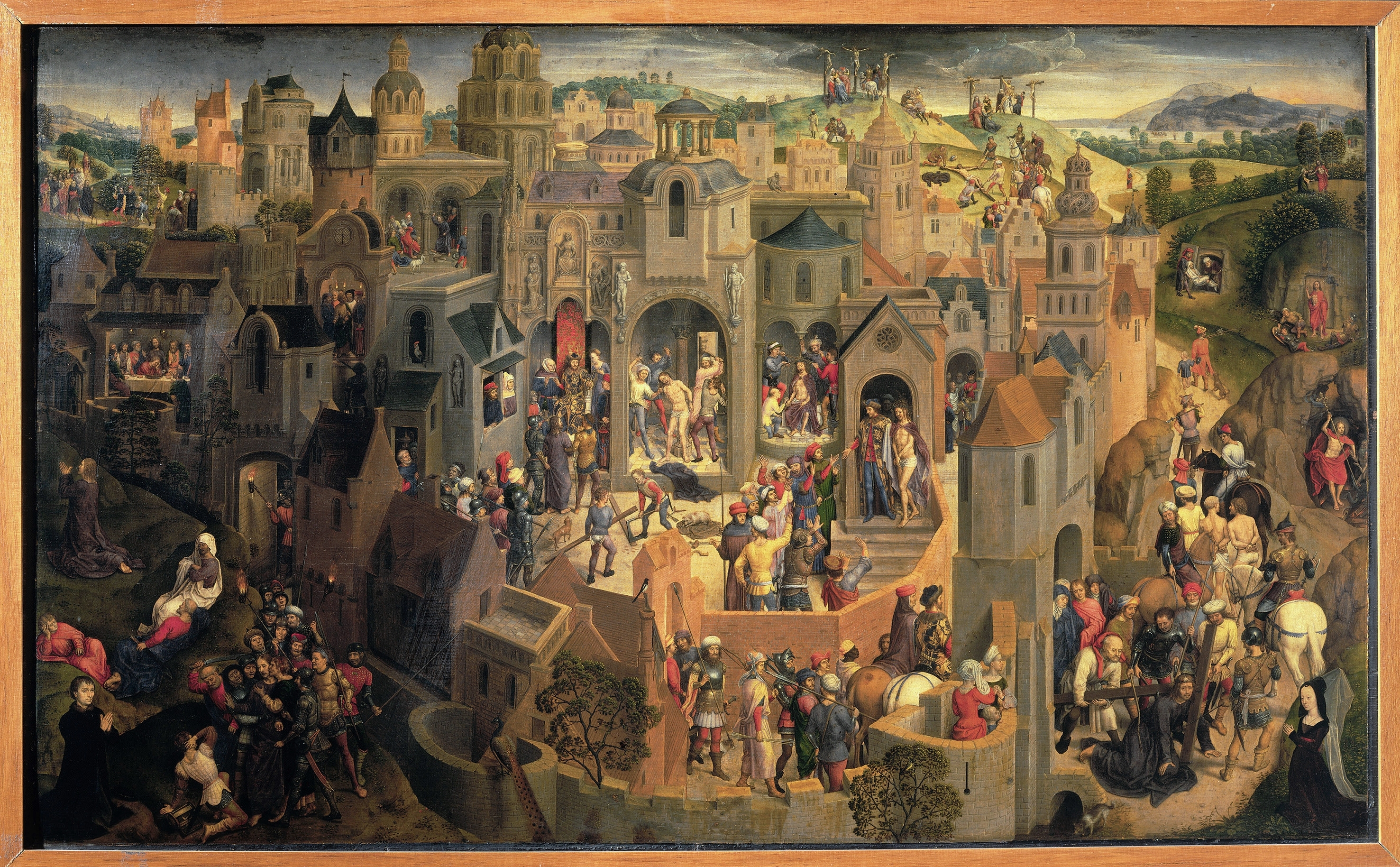
Hans Memling, Passion du Christ, v. 1471.
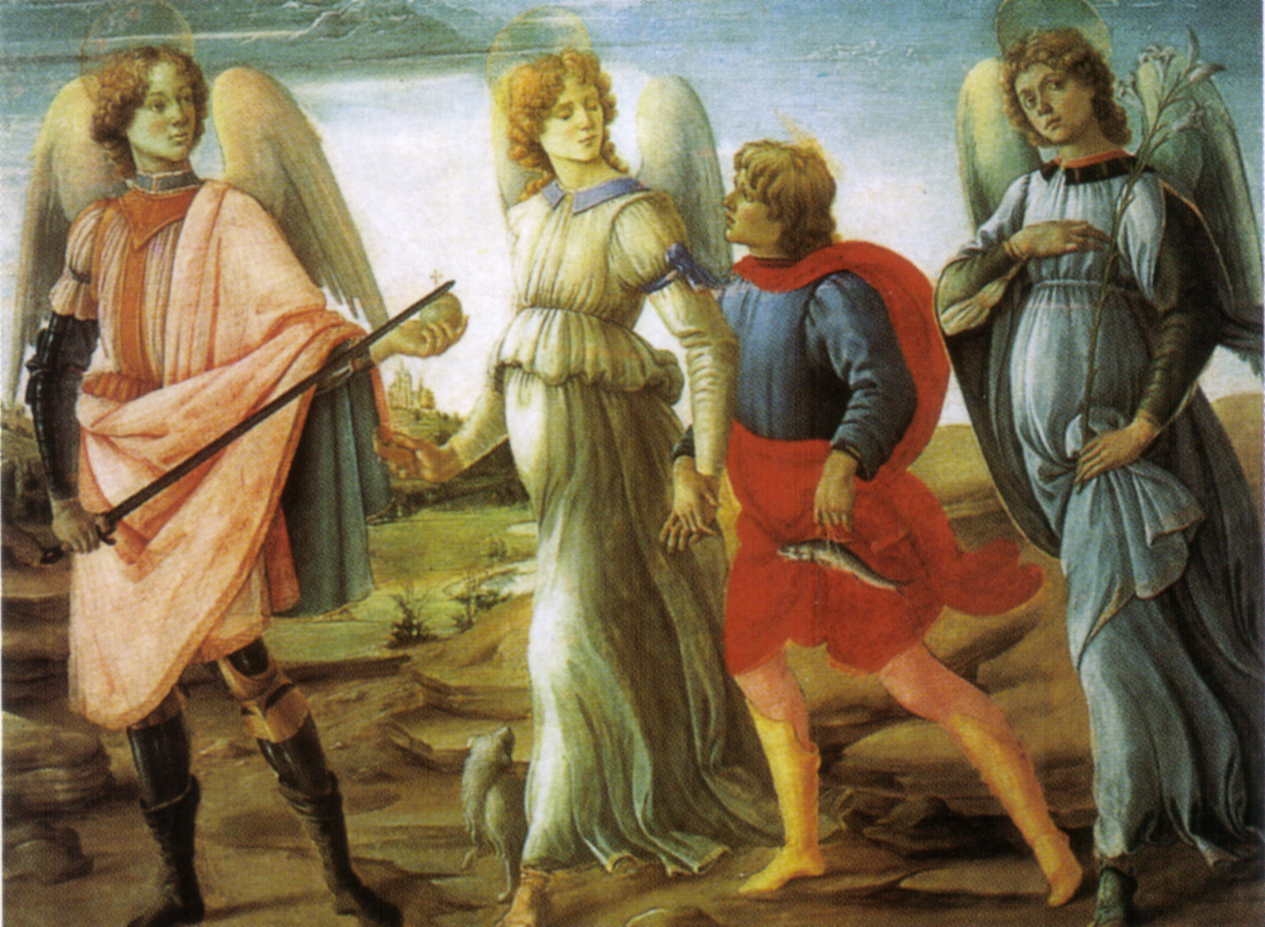
Filippino Lippi, Tobias et les Archanges, v. 1485.
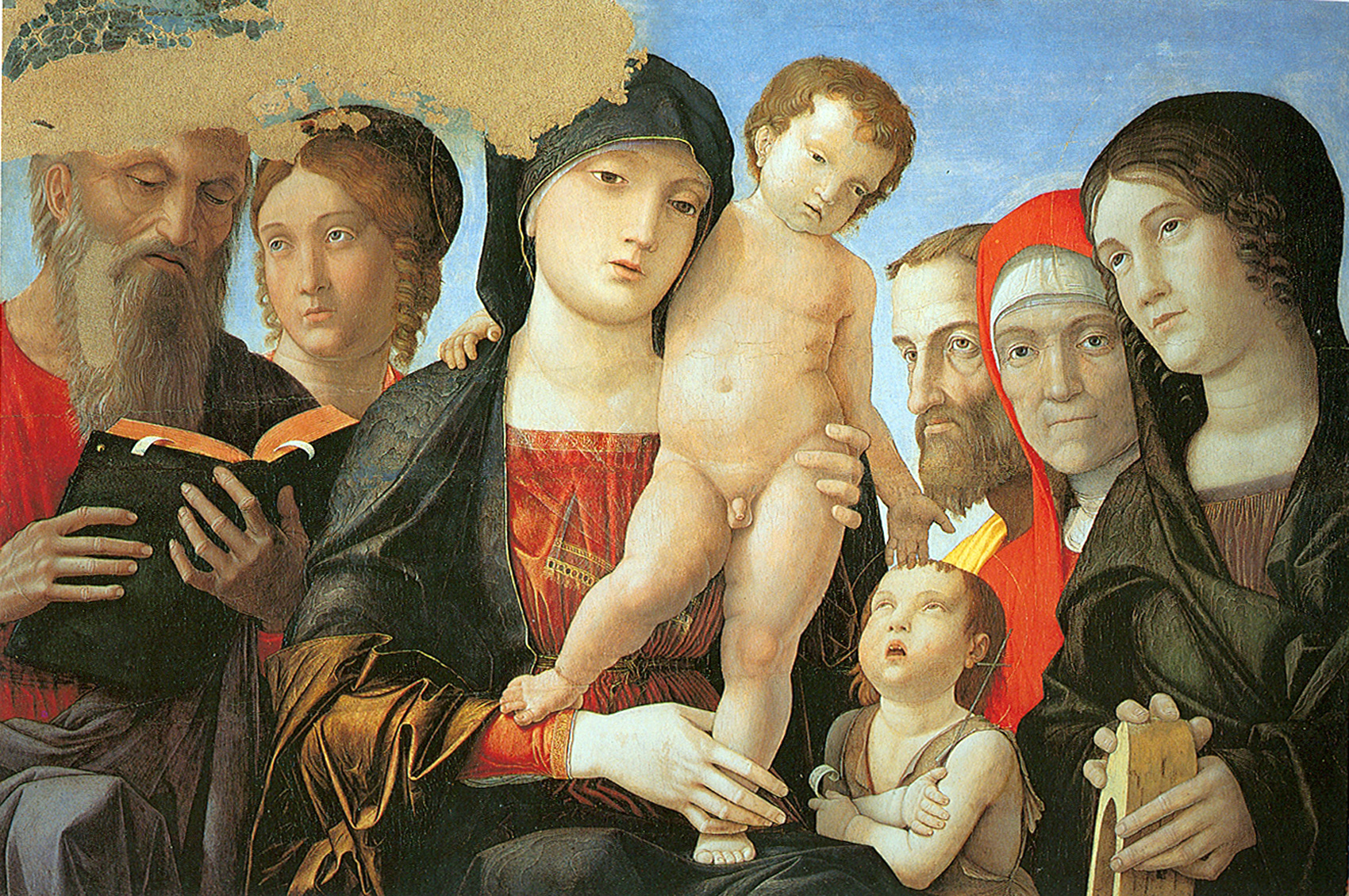
Andrea Mantegna, Vierge à l'Enfant avec les saints, v. 1500.
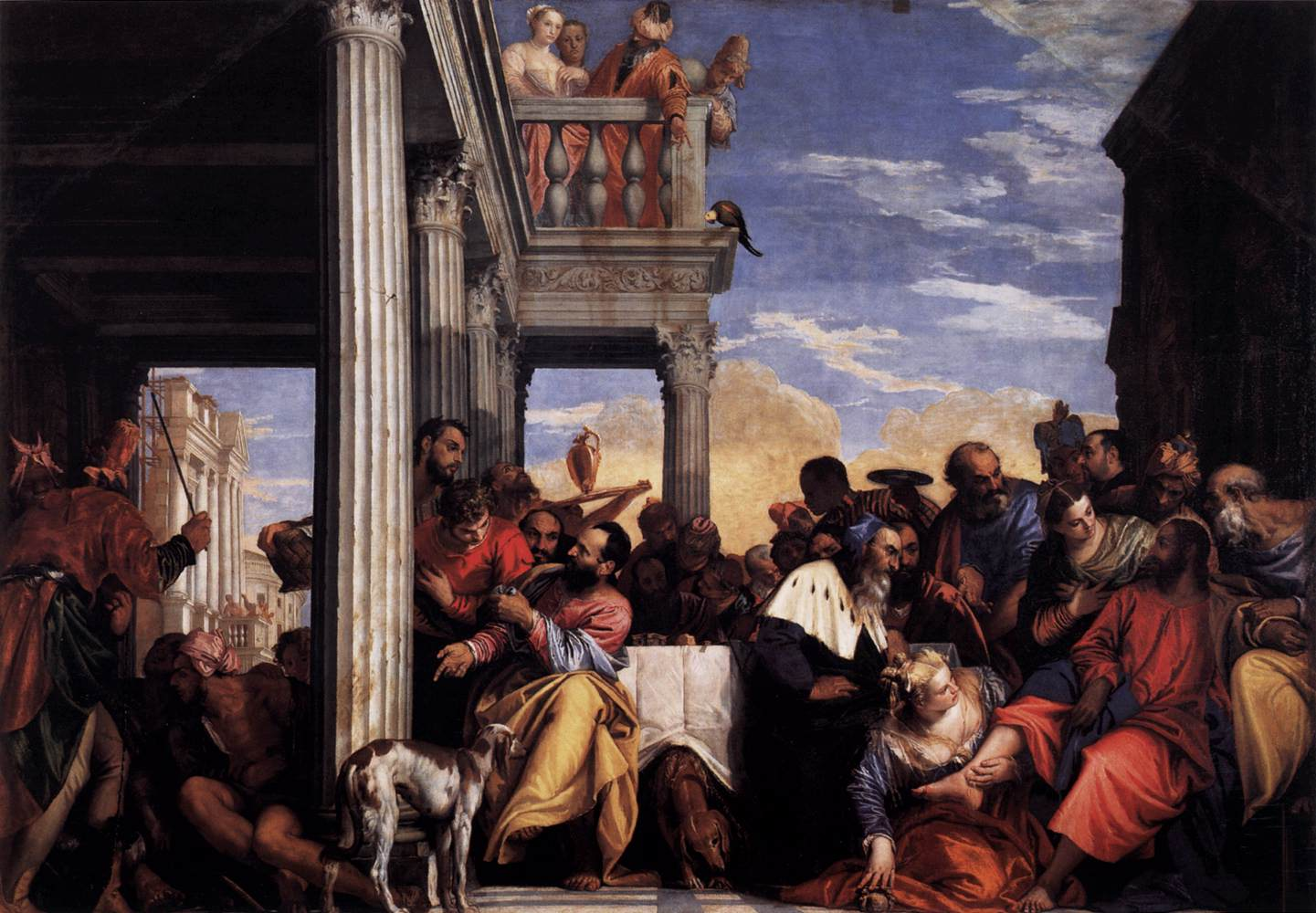
Paul Véronèse, Fête dans la maison de Simon, v. 1560.
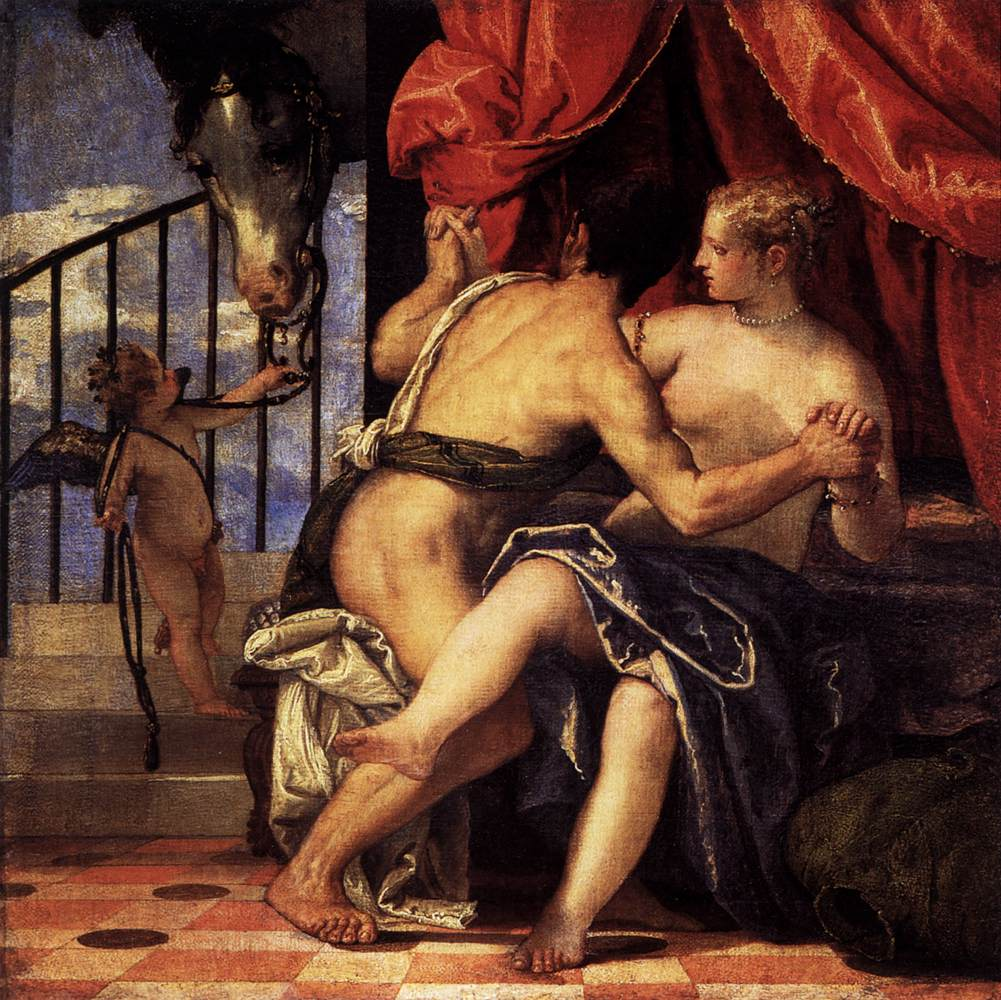
Paul Véronèse, Mars et Vénus, v. 1570.
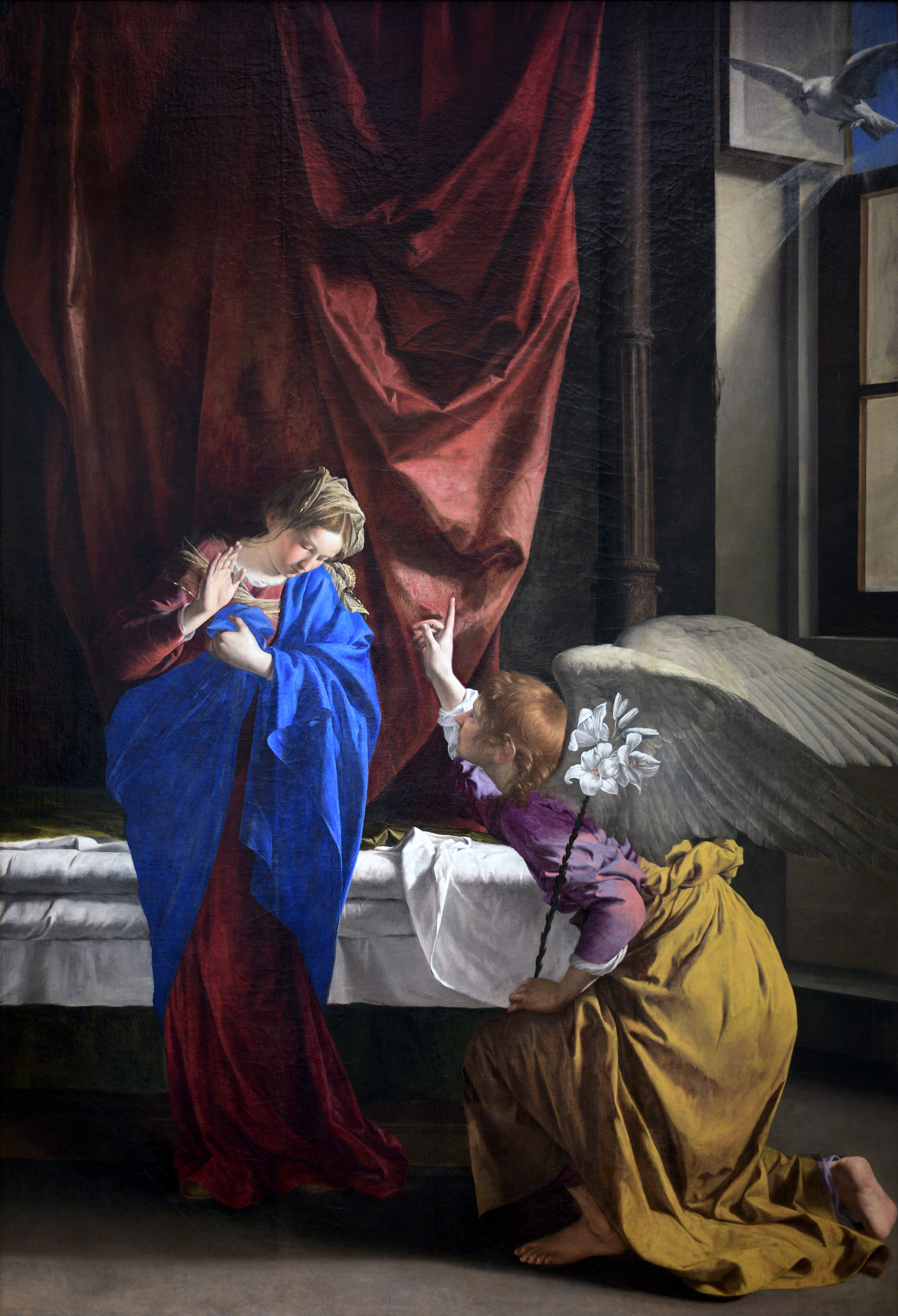
Orazio Gentileschi, Annonciation, v. 1623.
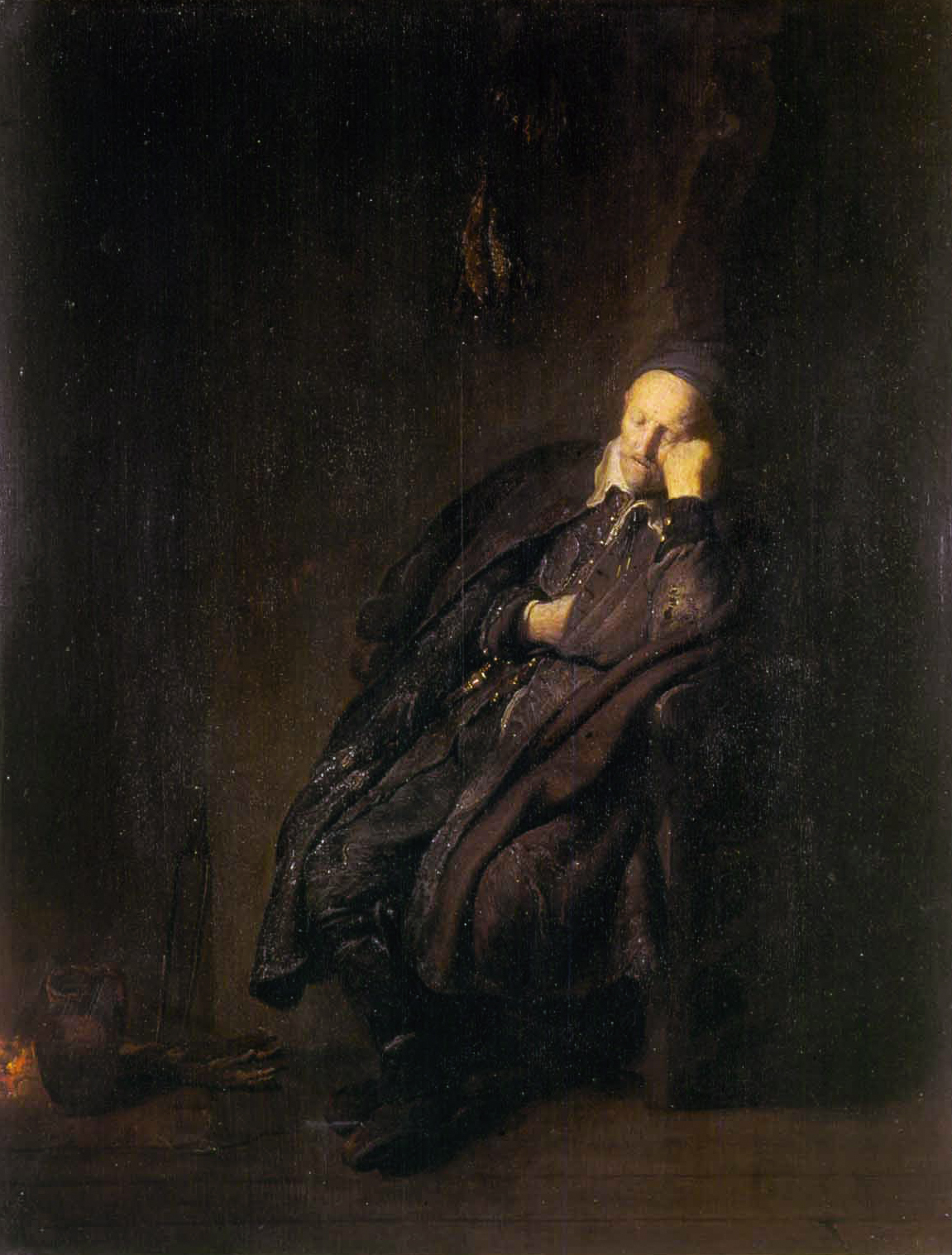
Rembrandt, Vieil homme endormi près du feu, v. 1629.
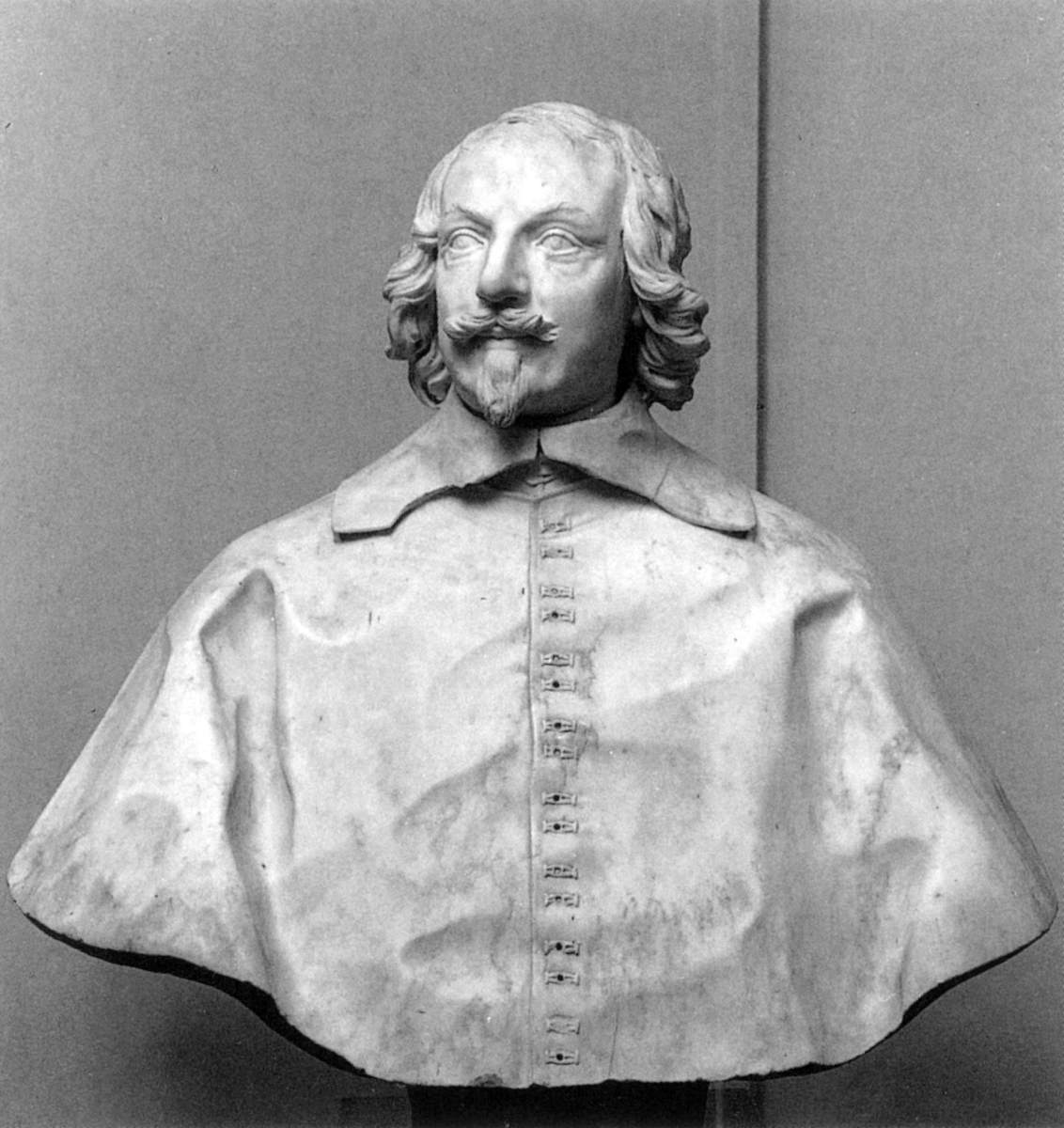
François Duquesnoy,  Buste du cardinal Maurice de Savoie, 1636.

### Musée des Antiquités (ou musée d'Archéologie)

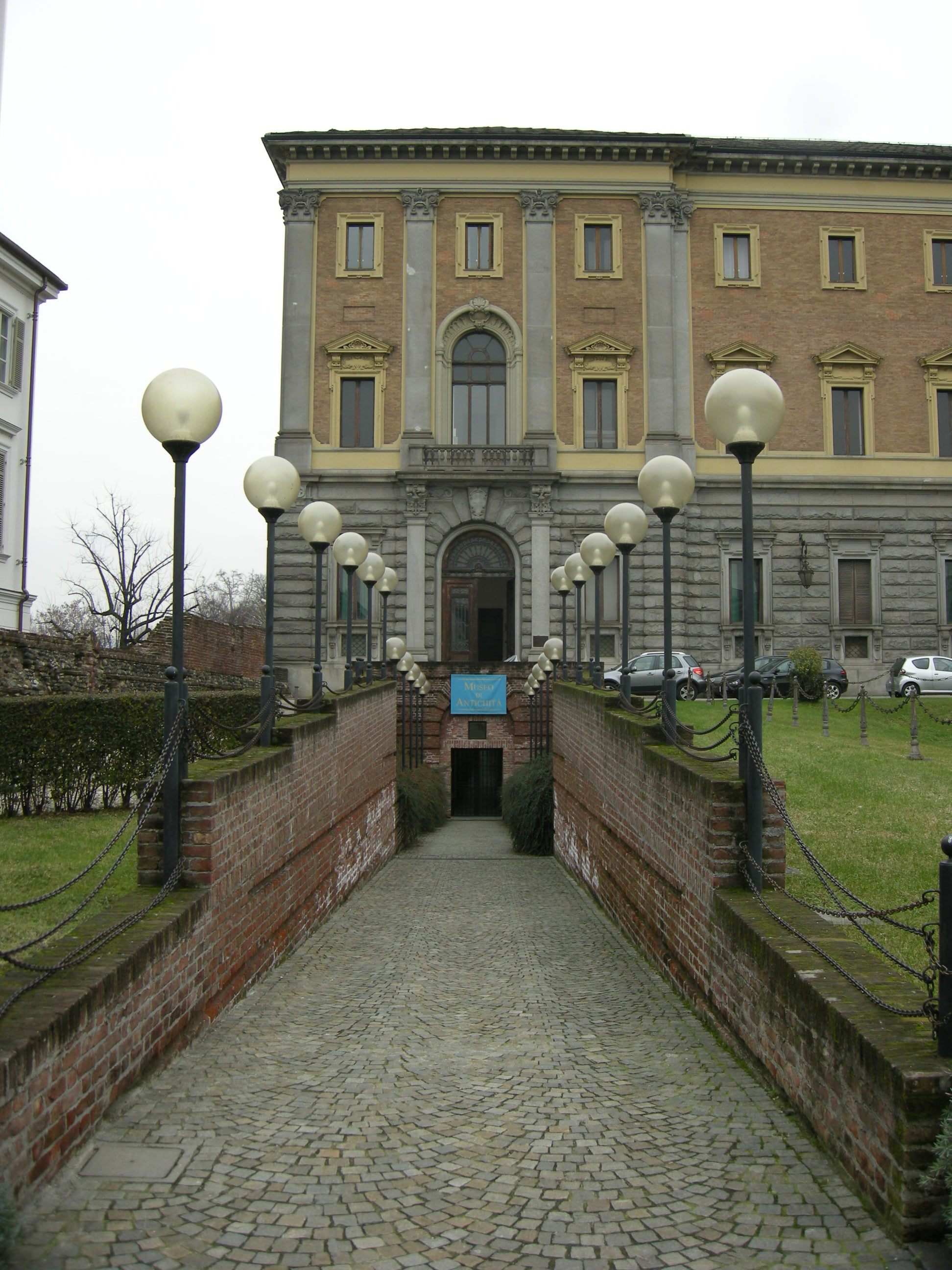
Entrée du Musée archéologique.

Le musée se trouve derrière le Palais royal, entre les Jardins royaux et le boulevard de la Reine Marguerite (Corso Regina Margherita).
Giammichele Briolo écrit en 1822 : « Autour du Portique, au rez-de-chaussée, des pierres tombales et des figures romaines ont été encastrées dans le mur. Des colonnes ont été creusées dans les démolitions des bourgs, ainsi que dans des bastions de la ville, et dans diverses autres parties du Piémont, en particulier parmi les ruines de l'ancienne Industrie qui se trouvait à Monteu da Pô. [...] Dans ce même rez-de-chaussée il y a un musée d’antiquités, distribué dans différentes chambres, où se trouvent des objets très précieux. »
Le musée des Antiquités, également connu sous le nom de musée d'Archéologie, a été créé en 1940, au moment de la séparation entre les collections de l'actuel Musée égyptien (Museo Egizio) et les collections gréco-romaines, toutes deux rassemblées dans l'ancien musée alors nommé Regio Museo di Antichità greco-romane ed egizie. Les deux collections de l'ancien musée avaient été rassemblées par la famille de Savoie à partir du XVIe siècle.
Le musée conserve de nombreux vestiges du Piémont durant l'Antiquité et possède des salles entièrement consacrées à l'histoire de Turin donnant sur les vestiges du théâtre romain.

#### Histoire du musée d'Archéologie

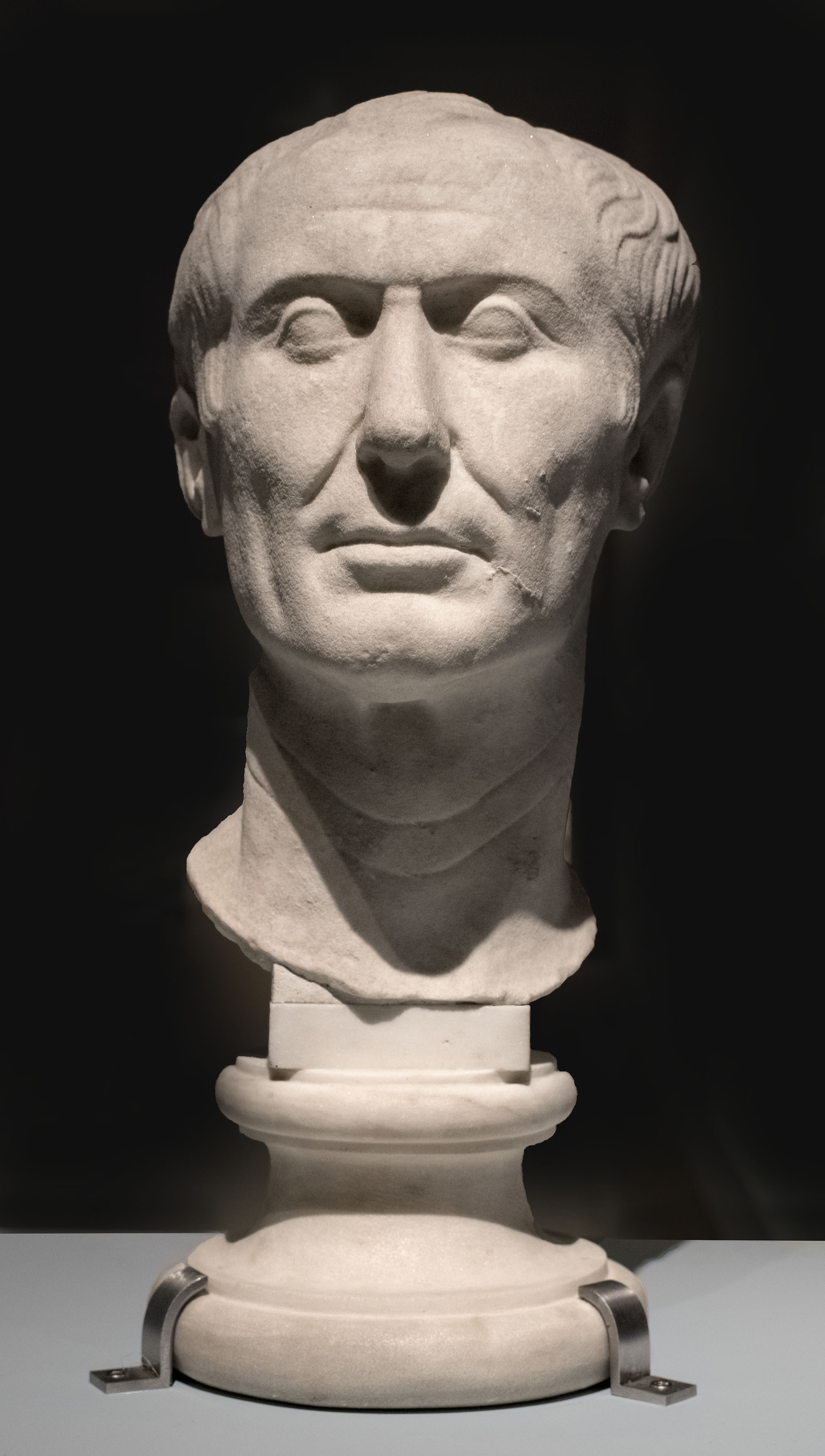
Portrait de Jules César, le seul réalisé de son vivant.

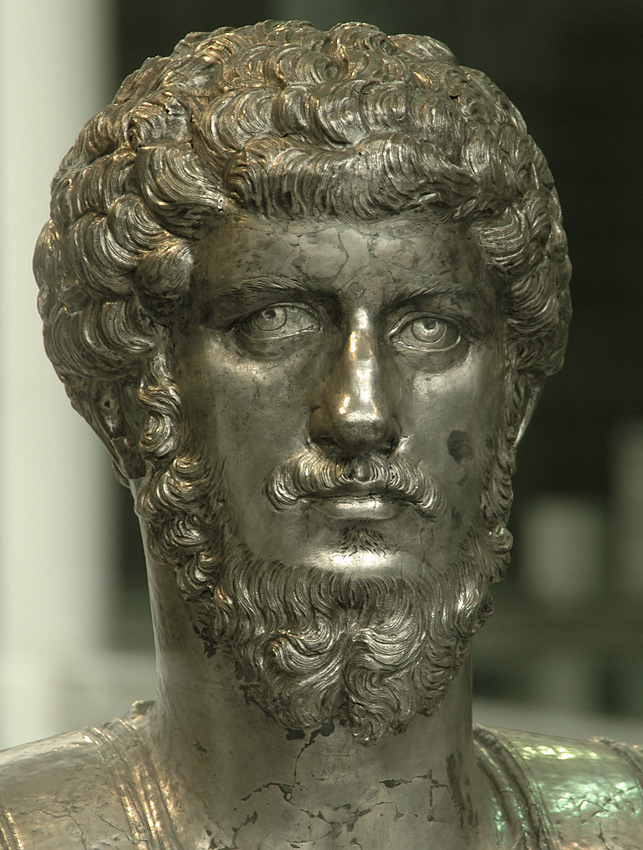
Buste en bronze de Lucius Verus.

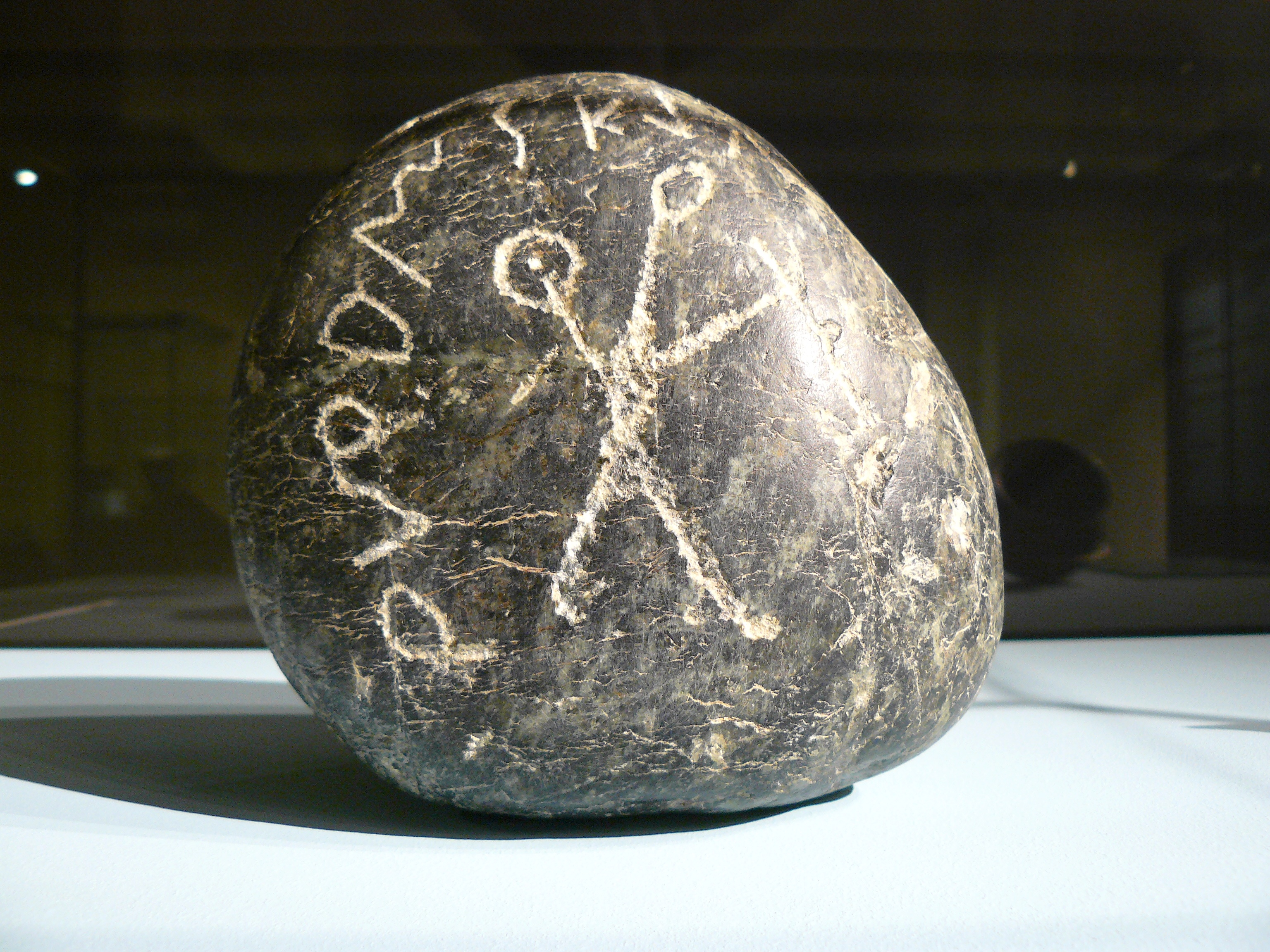
Galet gravé, guerrier et inscription étrusque. Environ 8 cm, vers 500 av. JC. San Bernardo di Briona (Piémont).

Nous devons la première collection d'antiquités au duc Emmanuel-Philibert Ier de Savoie qui, en 1572, rassembla ses collections au Théâtre ducal, faisant de celui-ci le premier musée d'antiquités accompagné par la mise en place d'une bibliothèque sur le même sujet.
Son successeur, Charles-Emmanuel Ier, enrichit la collection initiale avec des objets provenant du Piémont et des États du duché de Savoie. Il relocalisa la partie la plus prestigieuse de cette collection dans la galerie d'Art, achevée en 1608. En 1658, cette même galerie fut détruite par un incendie, et les objets ayant pu être sauvés ont été transférés dans la nouvelle galerie construite par Charles-Emmanuel II, détruite à son tour par un incendie en 1811. Aujourd'hui, il ne reste de cette collection qu'un inventaire sommaire daté de 1631.
Les autres collections du musée non conservées dans les galeries citées ci-dessus ne sont mentionnées qu'à partir du XVIIe siècle, soit au moment où Victor-Amédée II en ordonne le réagencement, commissionnant en outre en 1723, à Scipione Maffei, l’aménagement des pierres tombales provenant du bastion de la consulat, démoli l’année précédente. Ces objets, ainsi que les nouvelles acquisitions provenant de collections privées, de fouilles archéologiques et de dons faits au roi, se retrouvèrent dans la cour du palais de l’Université Royale, où ils se trouvaient encore au moment de l’invasion napoléonienne et d’où ils furent enlevés par les Français, qui n’en restituèrent qu’une partie après la chute de l’Empire, en 1815.
En 1832, les collections d'antiquités furent réunies avec les collections égyptiennes rassemblées au Palais de l'Académie des Sciences par Bernardino Drovetti en 1824 et achetées par Charles-Félix. C'est ainsi que fut créé un unique musée d'Antiquités comprenant les nouvelles acquisitions gréco-romaines, la collection de pièces de la Grande-Grèce cédée par Luigi Moschini et les objets trouvés lors des fouilles effectuées dans le Piémont à cette époque.
Les collections du musée ont continué à s'enrichir vers le milieu du XIXe siècle avec l'acquisition de découvertes étrusques et chypriotes effectuée sous la direction d’Ariodante Fabretti.
En 1940, dans un souci de valorisation, le choix a été fait de séparer les collections égyptiennes des autres collections.
En 1948, fut créée la première exposition permanente au rez-de-chaussée du palais de l'Académie des sciences. Le choix qui a été fait pour cette exposition a été celui de ne donner à voir que les pièces les plus prestigieuses, pendant que les autres étaient accumulées dans des pièces voisines, uniquement accessibles à des connaisseurs et des universitaires.
Depuis les années 1970, les collections sont placées dans les serres dans les jardins du Palais royal, dont les espaces ont été adaptés à la fonction de musée, permettant ainsi leur réouverture en 1989.
Dans les années 1990, la configuration actuelle est atteinte, avec la liaison des serres à la Manica Nuova (également appelée Manica Lunga) du Palais royal. En 2012, la galerie de Savoie a été transférée dans la Manica Nuova. Dans les locaux du sous-sol a ensuite été créée une nouvelle collection avec les résultats des fouilles turinoises. La nouvelle collection a été inaugurée en mai 2013 sous le nom Archéologie à Turin.

Verrerie romaine
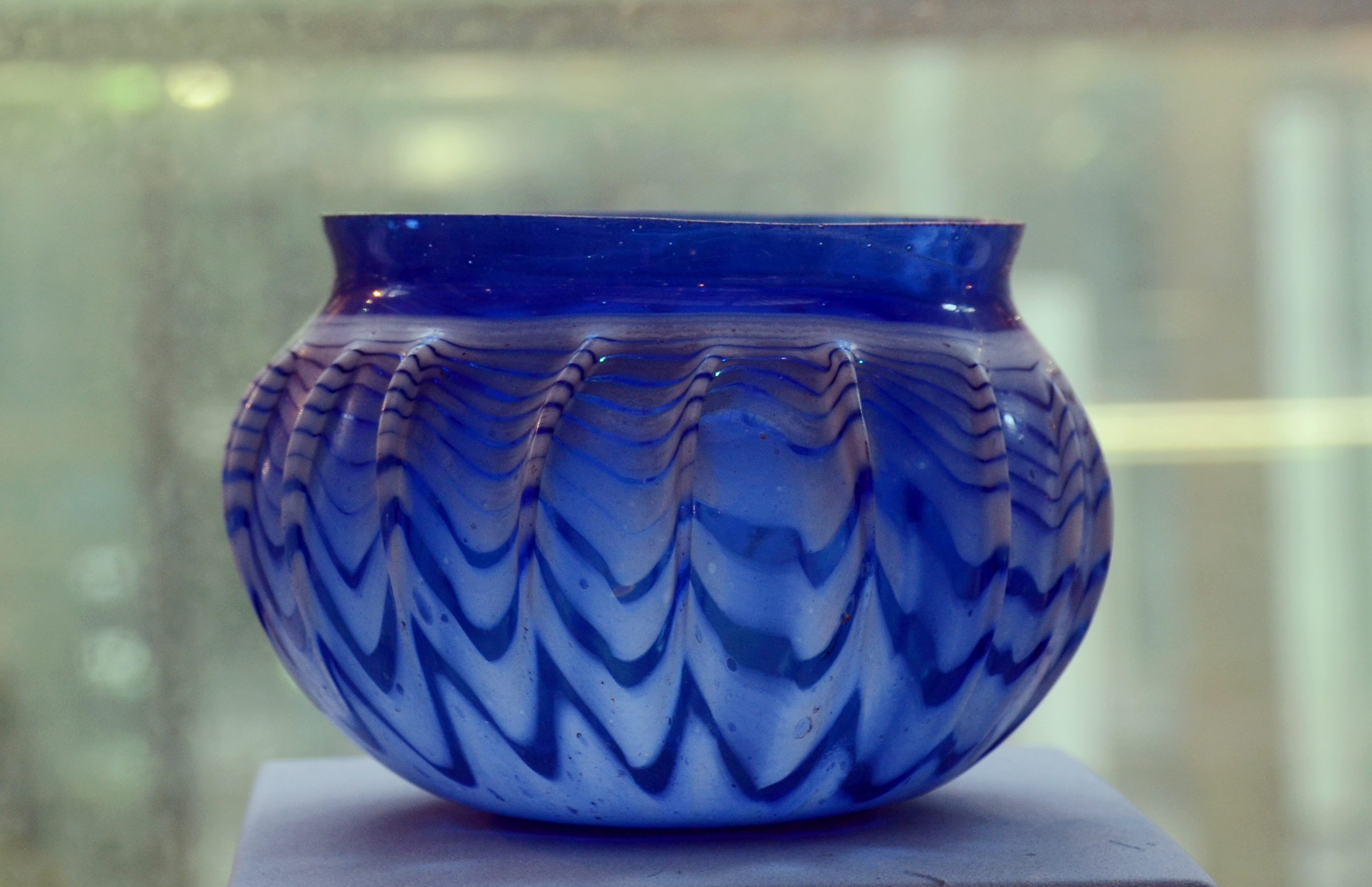
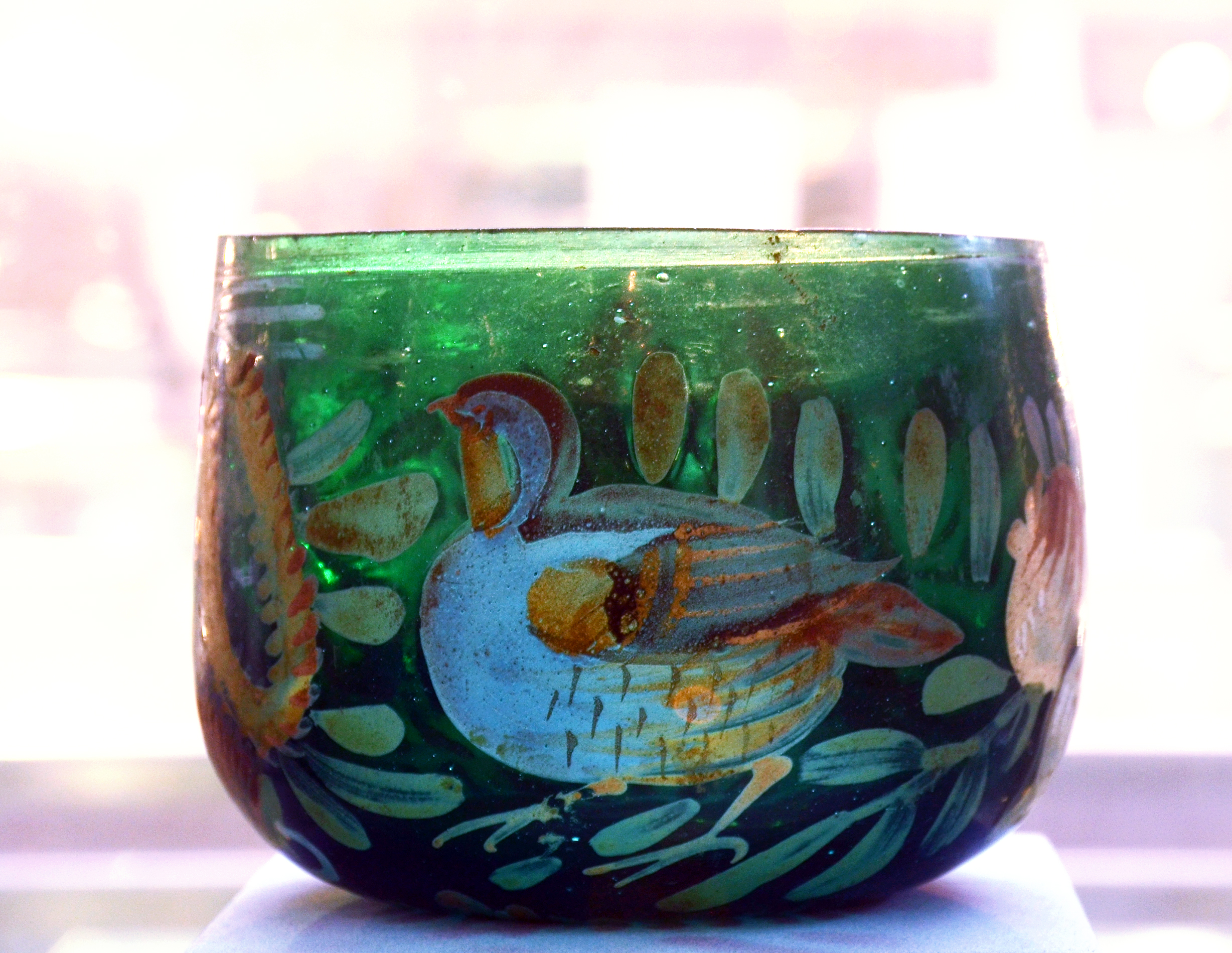
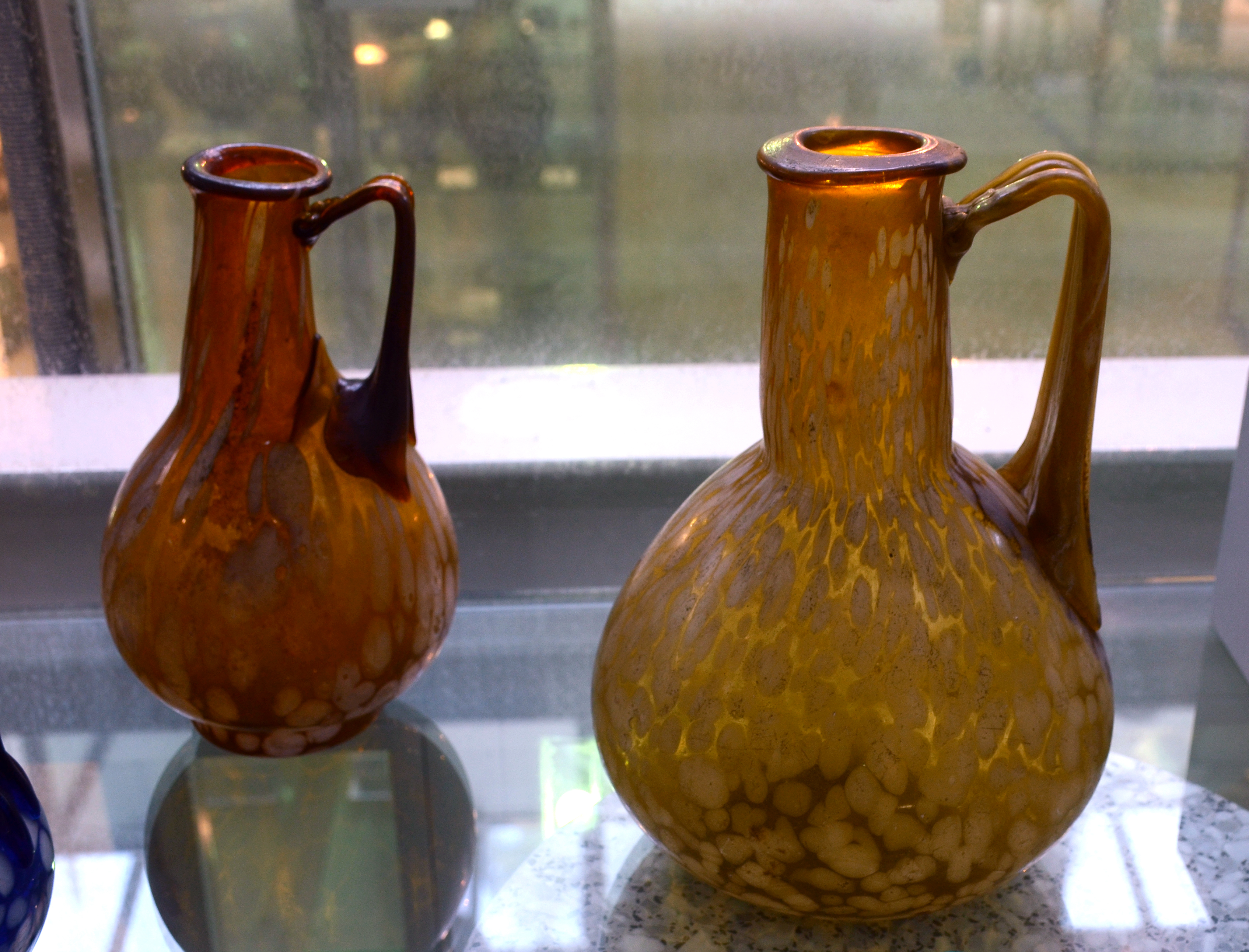
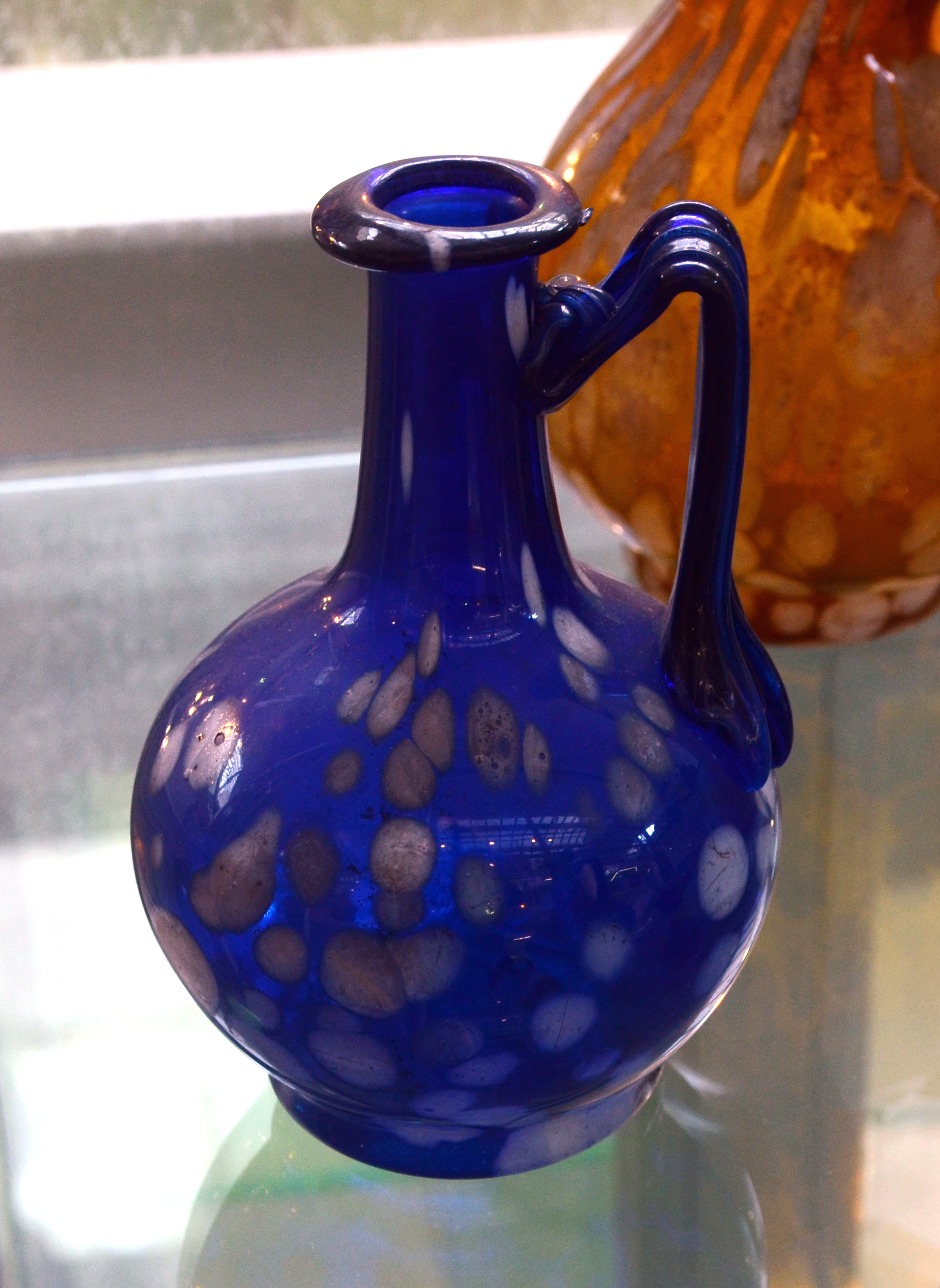
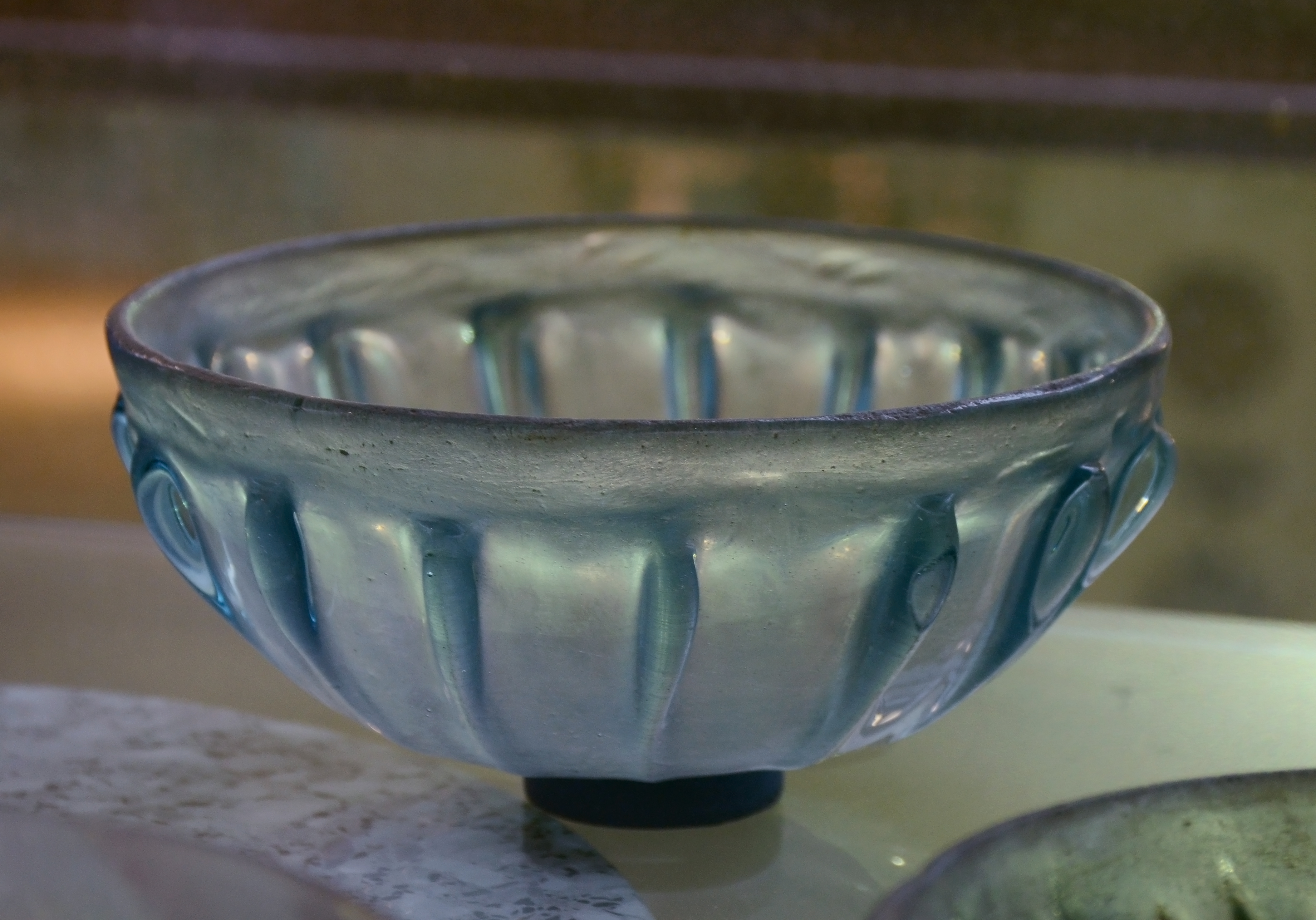
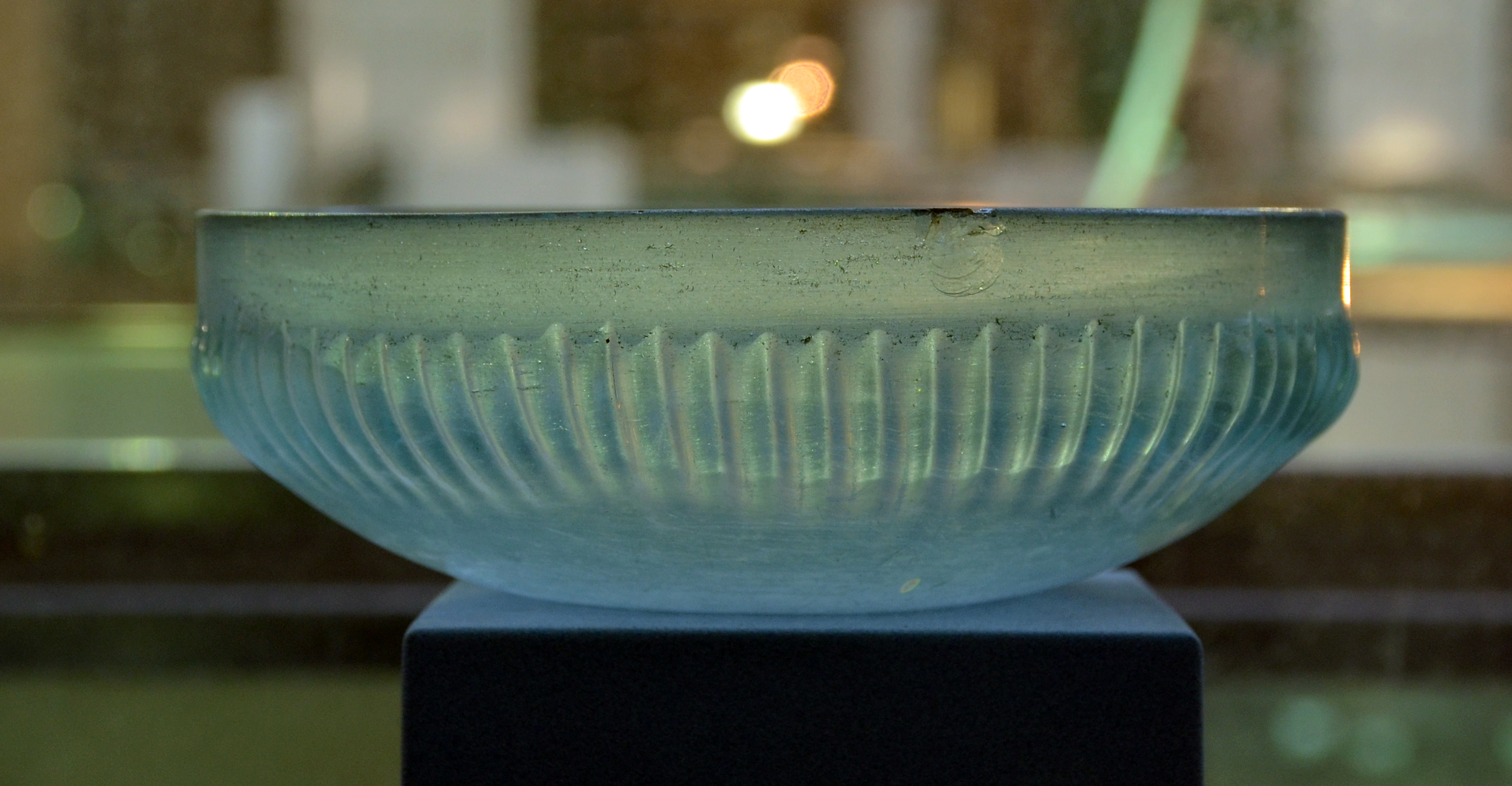
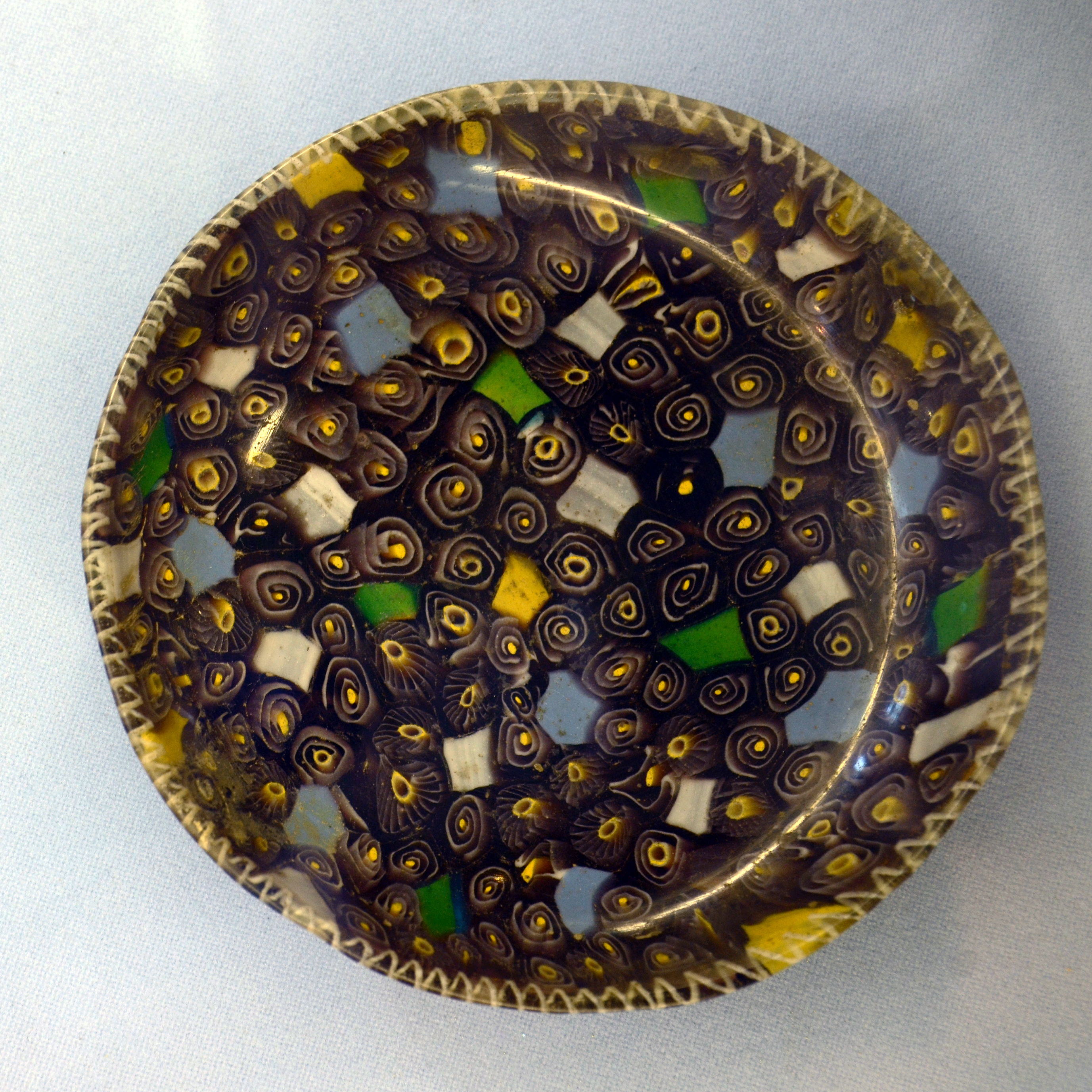
Petit plat romain de type millefiori.

#### Sections du musée d'Antiquités et répartitions des œuvres
La Manica Nuova avec l'exposition Archéologie à Turin et les salles du trésor de Marengo
Le rez-de-chaussée de la Manica Nuova du Palais royal est depuis 2013 le siège du réaménagement du Trésor de Marengo et de l’exposition Archéologie à Turin qui présente les pièces archéologiques de la ville, provenant des collections des érudits du XVIe siècle - collections enrichies par les antiquaires des siècles suivants et incorporées dans les collections royales, ainsi que les nouvelles acquisitions issues de fouilles archéologiques récentes. La section est reliée à la zone archéologique du théâtre romain qu'elle couvre partiellement.
Le Territorio, aire consacrée à l'archéologie du Piémont et aux Expositions en Passerelles
La section du Territorio a été aménagée en 1998, dans une nouvelle structure architecturale en partie souterraine qui expose les pièces archéologiques retrouvées dans le Piémont, par le passé et dans les fouilles les plus récentes. Le long du parcours de l’exposition se déroule un voyage dans le temps, idéal pour rencontrer les uns après les autres, comme dans les réalités de la fouille archéologique, les nombreux et surprenants témoignages du Piémont antique. De petites expositions temporaires se succèdent sur la passerelle reliant la Nuova Manica au pavillon des Collections.
Les collections, centre historique du musée et siège de l’aménagement du Papyrus d’Artemidoro
Les Collections historiques (en restructuration partielle) représentent le noyau originel du musée formé lorsque le duc Emmanuel-Philibert de Savoie (1553-1580) commence la collection d’antiquités, enrichies par ses successeurs et réorganisée par Victor-Amédée II, roi de Sardaigne, qui la donne à l’Université de Turin. Les collections archéologiques ont trouvé en 1989 leur place dans les orangeries du Palais royal, siège depuis 2014 de l’aménagement du Papyrus d’Artemidoro.

### Le palais Chiablese

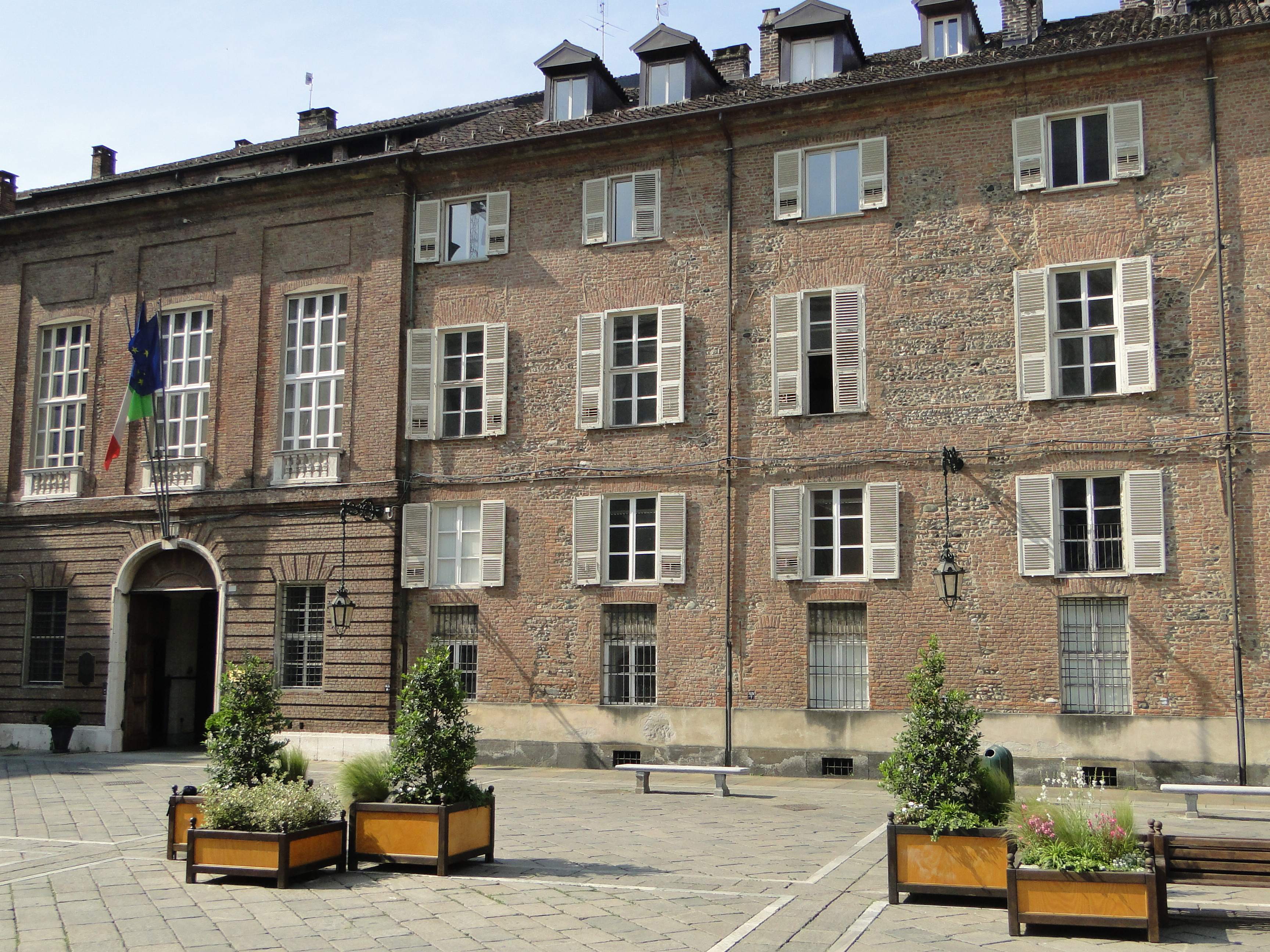
Le palais Chiablese.

Le palais Chiablese se trouve place San Giovanni, dans le centre historique de Turin, derrière le Palais royal.
Le palais Chiablese est l’un des palais nobiliaires du centre historique de Turin, dont les événements sont liés à l’histoire de la maison royale de Savoie. Appartenant aux bâtiments qui constituent la zone de commande, il est relié au Palais royal par un passage intérieur. L'entrée principale  donne sur la Place San Giovanni.
Les salles du rez-de-chaussée du palais Chiablese, historiquement destinées à des aires de service et presque sans décorations, accueillent aujourd'hui les expositions temporaires des Musées royaux. Les expositions, souvent consacrées aux grands artistes internationaux, permettent au visiteur de faire un voyage dans l’histoire et l’art, de l’époque romaine jusqu’au XXe siècle.

#### Histoire du palais Chiablese
Sa construction date au XVIe siècle. Il a été commandé par le duc de Savoie Emmanuel-Philibert et construit à partir de bâtiments existants, dont on peut voir des traces sur la façade du bâtiment).
Il connut ensuite de nombreux travaux de réaménagement, dont le plus important, datant de 1753, a été réalisé par l'architecte Benedetto Alfieri. Le palais Chiablese était alors destiné à devenir la résidence de la maîtresse d'Emmanuel-Philibert, la marquise Béatrice Langoso de Stroppiana.
Le palais devint en 1642 la résidence de Maurice de Savoie, puis du deuxième fils de Charles-Emmanuel III et de Benedetto Maria Maurizio, duc de Chiablese, qui donna son nom à la résidence royale. Pendant la période d'occupation française de la ville de Turin, le palais fut la demeure de Camille Borghèse. Après la Restauration, il redevint la propriété de la famille de Savoie, qui y vit mourir le roi Charles-Félix en 1831. Le palais fut également le lieu de naissance de la première reine d'Italie, la reine Marguerite.
Le palais Chiablese fut sérieusement endommagé pendant la Seconde Guerre mondiale : son toit a été en grande partie détruit par les bombardements et beaucoup de décors et de boiseries uniques ont été perdus. Parmi les meubles sauvés des bombardements, mais plus tard perdus, se trouvait un précieux bureau à double corps de l’ébéniste Pietro Piffetti, exporté sans autorisation et finalement récupéré, en 2018, par les carabiniers du centre de Tutelle du Patrimoine culturel de Turin.
En 1946, il passe sous la tutelle de l’État qui le restaure et le destine au siège de la Direction régionale pour les Biens culturels et paysagers du Piémont et des Surintendances d'archéologie, beaux-arts et paysage. Il abrite également les expositions temporaires du complexe adjacent des Musées royaux de Turin.
En 1997, le palais Chiablese est inscrit au Patrimoine mondial en tant que bien architectural protégé par l'Unesco, de même que la Bibliothèque et l'Armurerie royale.

### Chapelle du Saint-Suaire

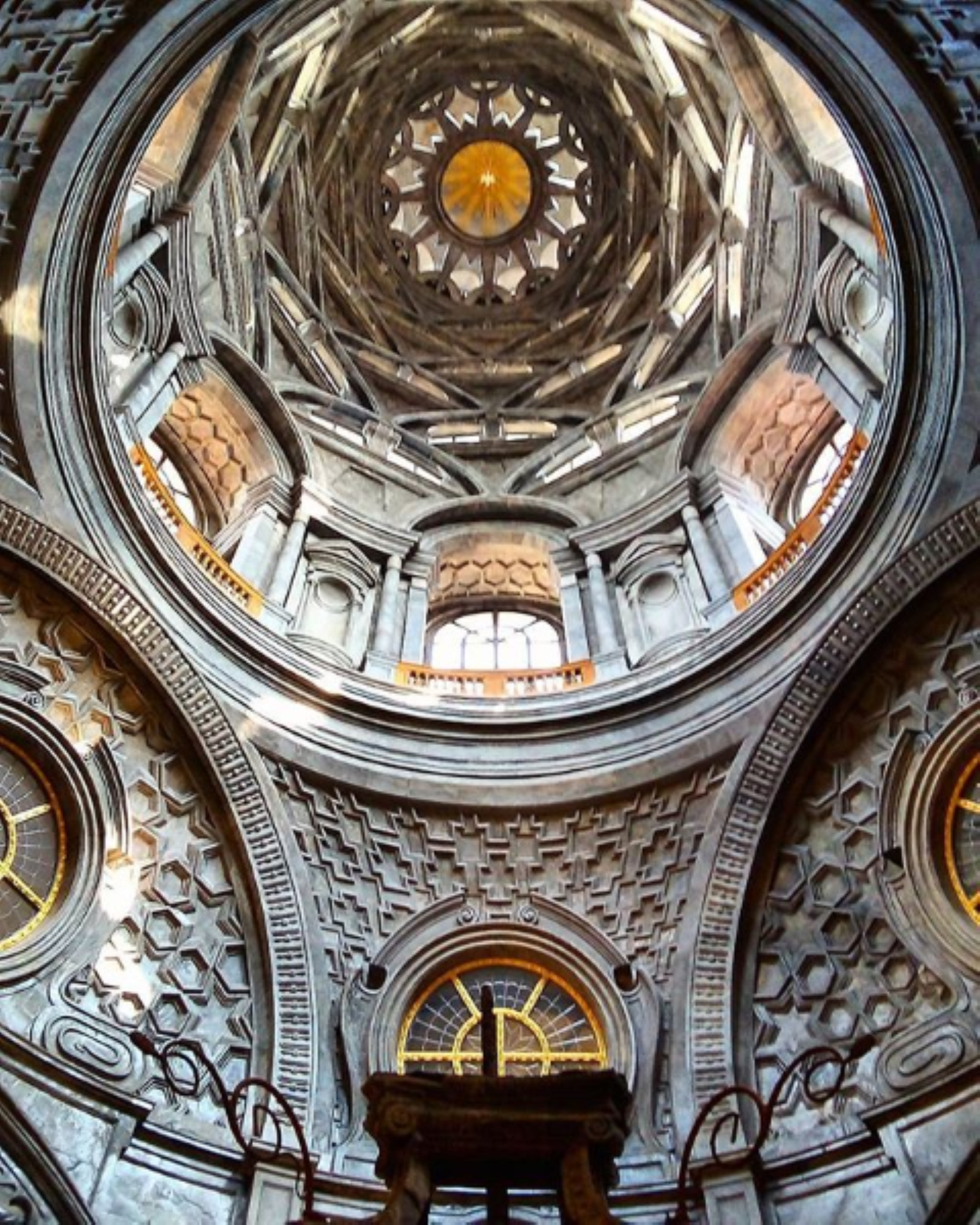
Coupole de la chapelle du Saint-Suaire.

La chapelle du Saint-Suaire (Cappella della Santa Sindone) ou chapelle Guarini, est un édifice baroque de la fin du XVIIe siècle, conçu par l'architecte Camillo-Guarino Guarini pour abriter le Saint-Suaire, relique cédée à la maison de Savoie en 1453.
Camillo Guarino Guarini fut chargé de construire la chapelle en 1668, 90 ans après l’arrivée de la relique à Turin. Les travaux se terminent en 1690. En 1694, le Saint-Suaire sera placé dans l’autel créé spécialement par Antonio Bertola.
Après plus de 20 ans de fermeture depuis un incendie survenu en 1997, la chapelle a rouvert ses portes en 2018. Le Saint-Suaire est conservé dans une longue châsse d'aluminium et de verre, au fond du collatéral gauche.

## Publications des musées
Les Musées royaux comptent plusieurs publications qui font suite à des expositions ou bien qui sont destinées à faire découvrir au public des collections/des artistes précis. Les publications s'étendent de 2016 à 2019, et sont uniquement disponibles en italien.
2016
- Le meraviglie del mondo. Le collezioni di Carlo Emanuele I di Savoia. Sous la direction d'Anna Maria Bava et d'Enrica Pagella.
- L’occhio fedele. Incisori olandesi del Seicento. Sous la direction de Giorgio Careddu.
- Matisse et son temps. Titre original : Matisse e il suo tempo. Sous la direction de Cécile Debray.  (ISBN 9788866482857).

2017
- Arti suntuarie nella collezione Gualino della Galleria Sabauda. Oreficerie e avori dall’Antichità all’età moderna. Sous la direction d'Anna Maria Bava, Giorgio Careddu et de Fabrizio Crivello.  (ISBN 978-88-7320-400-8).
- Les inventions de Grechetto. Titre original : Le invenzioni di Grechetto. Sous la direction d'Annamaria Bava, Giorgio Careddu et de Gelsomina Spione.
- Prima del bottone. Accessori e ornamenti del vestiario nell’antichità. Sous la direction d'Elisa Panero.

2018
- Tutti gli “ismi” di Armando Testa, sous la direction de Gianfranco Maraniello et de Gemma De Angelis Testa.  (ISBN 9788891814104).
- Il silenzio sulla tela. Natura morta spagnola da Sánchez Cotán a Goya. Sous la direction d'Angel Aterido.
- Charles-Albert, archéologue en Sardaigne. Titre original : Carlo Alberto, archeologo in Sardegna. Sous la direction de Gabriella Pantò.
- Les statues meurent aussi. Titre original : Anche le statue muoiono. Conflitto e patrimonio tra antico e contemporaneo. Sous la direction d'Irene Calderoni, Paolo Del Vesco, Stefano de Martino, Christian Greco, Carlo Lippolis, Enrica Pagella et Elisa Panero.  (ISBN 9788857013763).
- Frank Horvat. Storia di un fotografo. Sous la direction de Bruna Biamino et de Giovanni Rimoldi.  (ISBN 9788836639151).
- Pierre Subleyras e l’abate miniatore Felice Ramelli. Un ritratto per i Musei Reali di Torino. Sous la direction d'Alessandro Morandotti e Gelsomina Spione.  (ISBN 978-88-3367-027-0).
- Van Dyck, peintre de Cour. Titre original : Van Dyck, pittore di corte. Sous la direction de Maria Grazia Bernardini et de Anna Maria Bava.

2019
- Léonard de Vinci, Dessiner le futur. Titre original : Leonardo da Vinci, Disegnare il futuro. Sous la direction d'Enrica Pagella, Francesco Paolo Di Teodoro et de Paola Salvi.  (ISBN 9788836643288).
- Les Mondes de Riccardo Gualino, collectionneur et entrepreneur. Titre original : I Mondi di Riccardo Gualino, collezionista e impreditore. Sous la direction d'Annamaria Bava et de Giorgina Bertolino.  (ISBN 9788842224976).
- Le Jardin du Palais Royal de Turin (1563 - 1915). Titre original : Il Giardino del Palazzo Reale di Torino (1563 - 1915). Sous la direction de Paolo Cornaglia.  (ISBN 9788822266347).
- Konrad Mägi. La lumière du nord. Titre original : Konrad Mägi. La luce del Nord. Sous la direction d'Eero Epner.